# Traunsee
Der Traunsee ist ein See im oberösterreichischen Teil des Salzkammerguts am Nordrand der nördlichen Kalkalpen. Er liegt auf einer Seehöhe von 422 m ü. A. Die Traun durchfließt ihn der Länge nach von Ebensee am Traunsee im Süden nach Gmunden im Norden. Der Traunsee ist mit 24,35 km² der viertgrößte österreichische See und mit 191 m der tiefste See Österreichs. Das Einzugsgebiet von 1422 km² ist das größte aller österreichischen Seen. Historisch war der Traunsee eng mit dem Salzhandel verbunden und spielte eine wichtige Rolle im Transportwesen des Salzkammerguts. Der Traunsee im Besitz der Österreichischen Bundesforste ist ein bedeutendes Tourismusziel in Oberösterreich, ein beliebter Badesee sowie ein Surf- und Segelrevier.

## Geografie
Der Traunsee liegt im oberösterreichischen Salzkammergut im Bezirk Gmunden. Größere Orte am Ufer sind Gmunden im Norden, Traunkirchen und Altmünster im Westen und Ebensee am Traunsee am Südufer. Diese vier Gemeinden haben Anteil an der Seefläche.
Der von Nord nach Süd langgestreckte See hat eine Länge von 11,9 km und eine maximale Breite von 2,9 km. Die Oberfläche beträgt etwa 24,35 km², die durchschnittliche Tiefe 95 m. Die tiefste Stelle mit 191 m liegt etwa in der Mitte der Strecke Traunkirchen – Schönberg. Das Wasservolumen beträgt 2,302 km³.

### Ufer
Die Uferlänge des Traunsees beträgt 34 km. Von Traunkirchen nordwärts sind die Ufer flach mit vorgelagerten seichten Buchten. Der Siedlungskern der Gemeinden liegt am Ufer oder in Ufernähe. An den übrigen besiedelbaren Uferabschnitten entwickelten sich Streusiedlungen. In den Orten Traunkirchen, Altmünster und Gmunden sind die Uferbereiche massiv verbaut. Geschäfte, Restaurants, Wohnhäuser und Zweitwohnsitze reihen sich aneinander. Das Verbauen der Uferkante mit Steganlagen, Bootshäusern, Bootsrutschen, Treppen, Mauern, Blocksätzen oder Steinschüttungen waren die Folge. Die Natur des Seeufers ist deutlich beeinträchtigt. Die südwestlichen und südöstlichen Uferabschnitte sind unzugänglich und unbesiedelt. Dort wird der Traunsee von fast uferlosen Steilwänden umrandet. Während im Südwesten die Salzkammergutstraße direkt am Ufer verläuft, ist das Ufer im Südosten ab dem Traunstein unverbaut und naturnah. Das Südufer in Ebensee ist ebenfalls stark verbaut.

### Morphologie
Die Landschaft des Traunseegebiets ist äußerst vielfältig: Moränenwälle und Hügel der Flyschzone, wie etwa der Gmundnerberg (884 m ü. A.), umsäumen den Nordteil des Sees und erstrecken sich am Westufer bis Traunkirchen. Zwischen Traunkirchen und Ebensee ist das Ufer steiler und wird von den Kalkfelsen von Kleinem (923 m ü. A.) und Großen Sonnstein (1037 m ü. A.) begrenzt. In Ebensee befindet sich das weite, flache Delta der Traun. Das Ostufer ist ab Ebensee sehr steil und wird im Süden vom Erlakogel (1575 m ü. A.) überragt. Weiter nördlich dominiert der Traunstein (1691 m ü. A.) mit seinen teilweise senkrecht in den See abfallenden Felswänden das Ostufer. Mit dem Grünberg (984 m ü. A.) bei Gmunden setzt sich die Flyschzone am Ostufer fort. Auf der einzigen Insel im See befindet sich das Schloss Ort.

### Verkehr
Der See ist über die Salzkammergutstraße erschlossen, die am Westufer verläuft. Die Salzkammergutbahn verläuft weitgehend parallel zur Salzkammergutstraße. Die Traunbrücke in Gmunden markiert das Nordende des Sees. Neben dem Straßenverkehr verläuft über diese auch die Lokalbahn Gmunden–Vorchdorf. Vom Ortszentrum in Gmunden führt die Traunsteinstraße (L1304) entlang des Traunseeostufers rund 5 km bis zu einem Umkehrplatz. Die weiterführende, anfangs asphaltierte und später als Schotterpiste ausgeführte Karbach-Forststraße ist für den öffentlichen Verkehr gesperrt. Die Straße führt durch zwei Tunnel ins Lainautal und weiter bis nach Karbach und wurde 1963 fertiggestellt.

## Hydrologie

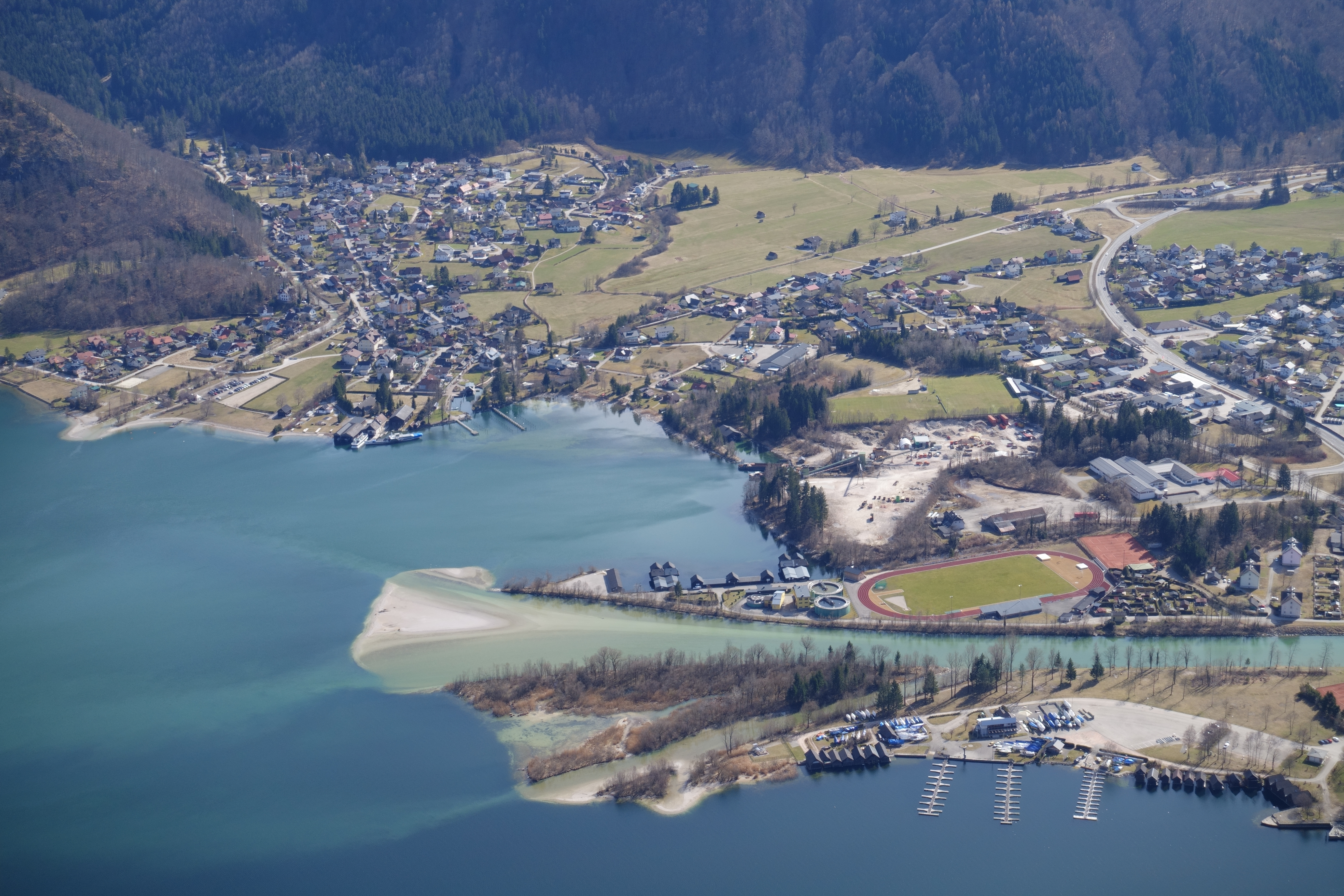
Mündung der Traun in den Traunsee bei Ebensee.

Das hydrologische Einzugsgebiet des Traunsees hat eine Gesamtfläche von 1422 km² und ist das größte aller österreichischen Seen. Die Speisung des Sees erfolgt hauptsächlich durch die Traun, die im Süden bei Ebensee in den See mündet, wo sie einen Schwemmkegel aufschüttet. Der mittlere Zufluss der Traun beträgt 65 m³/s und somit mehr als 80 % der gesamten oberirdischen Zuflüsse. Weitere größere Zuflüsse sind der Langbathbach, Alte Traun (Seitenarm der Traun), Rindbach, Karbach und Lainaubach. Die Traun verlässt im Norden bei Gmunden den See. Der mittlere Abfluss (MQ) der Traun beträgt 69,4 m³/s, die (theoretische) Wassererneuerungszeit 1,04 Jahre.

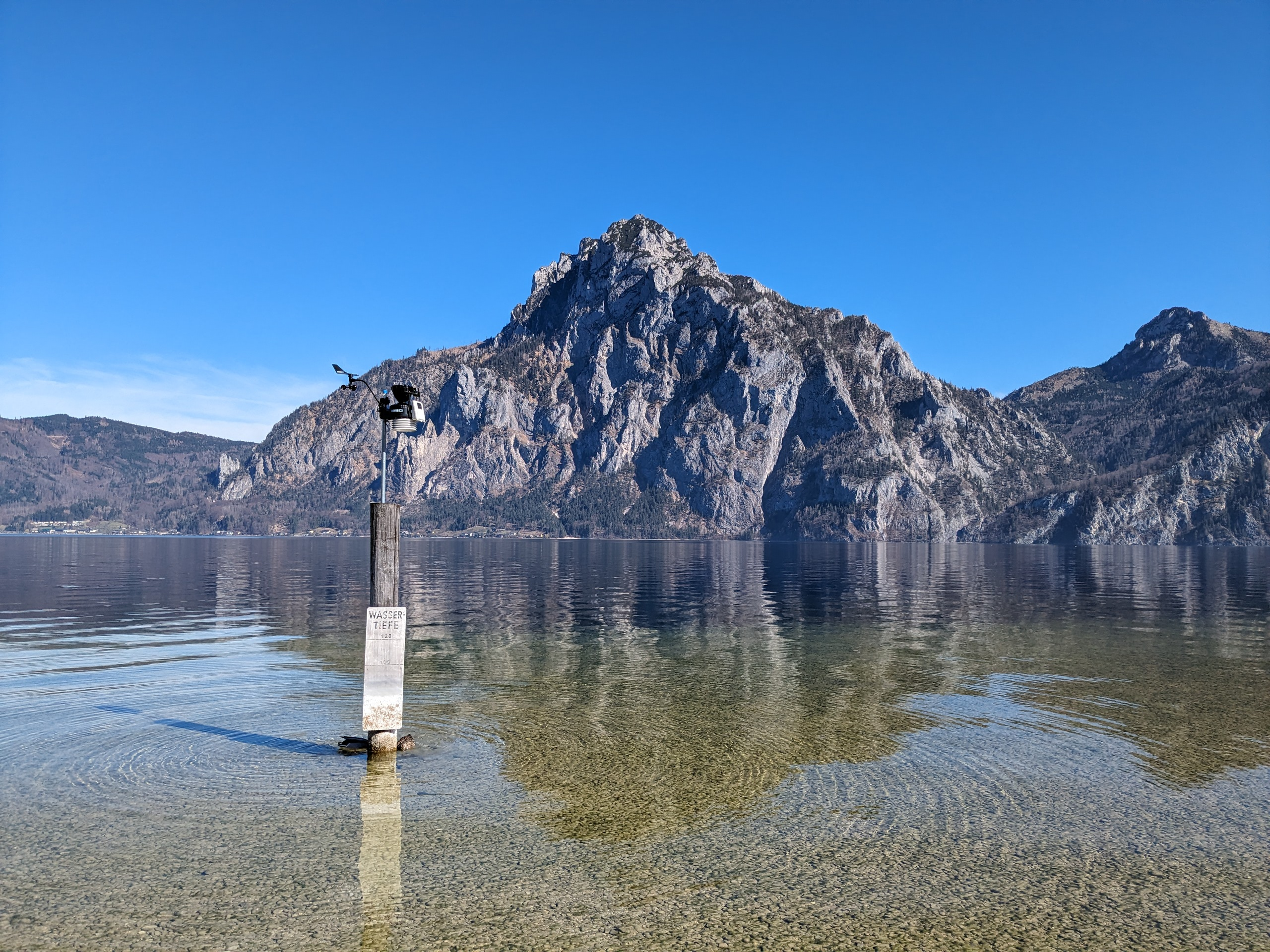
Der Traunsee bei niedrigstem Pegel Anfang März 2024. Blick von der Bräuwiese zum Traunstein

Seit der Inbetriebnahme des Kraftwerks Gmunden im Jahr 1969 wird der Seespiegel reguliert und die starken Schwankungen werden innerhalb des Regelbereichs auf 20 cm Schwankungsbreite reduziert. Der Traunsee-Normalspiegel beträgt 422,6 m ü. A. Aufgrund seines großen Einzugsgebietes reagiert der See sehr rasch auf Schneeschmelzen und kräftige Niederschläge, vor allem, wenn diese als Regen auf Schnee fallen, dabei rasch abfließen und nicht vom Boden aufgenommen werden können. Wasserstandsmarken der großen Hochwässer der Jahre 1594, 1897, 1899 und 1920 finden sich im Innenhof des Seeschlosses Ort und an vielen Häusern der Gmundner Innenstadt. 1899 führte die Traun etwa 1.500 m³ pro Sekunde und der Seepegel stieg um 3,5 Meter. Während die von 1629 bis 1969 bestehenden Seeklausen einen maximalen Wasserzulauf der Traun von 100 Kubikmeter pro Sekunde ausgleichen konnten, ermöglicht das Kraftwerk Gmunden einen Zufluss von 360 Kubikmeter pro Sekunde, ohne dass der Seespiegel ansteigt. Seit dieser Zeit kam es nur mehr in Ausnahmefällen, wie etwa 1977 mit einer Höhe von 134 cm und 2002 mit 190 cm über dem Normalstand, zu nennenswerten Hochwässern. 2002 betrug der maximale Zufluss in Ebensee 1025 m³ pro Sekunde.
Jedes Jahr beginnt Ende Jänner eine vom Land Oberösterreich vorgeschriebene schrittweise Senkung des Traunseepegels. Bis Ende Februar wird der Seespiegel um etwa 45 Zentimeter auf eine Pegelkote von 422,15 m ü. A. gesenkt. Die Absenkung ermöglicht Besitzern von Seegrundstücken allfällige Kontroll- und Sanierungsarbeiten an Uferverbauungen durchzuführen. Das Erreichen des Normalpegels ist für Anfang April vorgesehen.

## Geologie

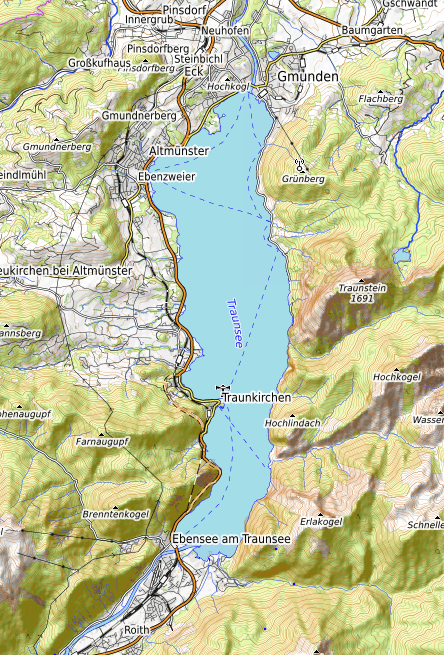
Topografische Karte des Traunsees. Der Traungletscher schürfte das Seebecken von Süden nach Norden aus

### Tektonik
Der Traunsee liegt im Bereich dreier großtektonischer Einheiten. Im Norden befindet sich die Flyschzone mit dem rhenodanubischen Flysch. Am Ostufer tritt das Ultrahelvetikum als tektonisches Fenster im Gschliefgraben zutage. Das Gebiet südlich des Gschliefgrabens bzw. am Westufer südlich von Traunkirchen zählt zu den Nördlichen Kalkalpen. Diese bestehen aus der Staufen-Höllengebirgs-Decke (Tirolikum), der ein schmaler Streifen der Langbathzone (Bajuvarikum) vorgelagert ist. Das Seebecken des Traunsees liegt entlang der Trauntalstörung, die aus dem Ischler Raum in nordöstliche Richtung etwa entlang der Traun zum Nordost-Ende des Traunsees verläuft. Das Ostufer des Traunsees ist jedoch durch das sinistrale Blattverschiebungssystem der Trauntalstörung etwa 3 km weiter nach Norden verschoben als die entsprechenden tektonischen Einheiten westlich der Trauntalstörung.

### Ehemalige Vergletscherung und Entstehung
Wie alle Seen im Salzkammergut ist auch der Traunsee ein Produkt der Arbeit eiszeitlicher Gletscher. Während der Eiszeiten floss der Traungletscher vom Plateau des Dachsteins und des Toten Gebirges durch das Trauntal in das Traunseegebiet. Der Gletscher schürfte hierbei das übertiefte Zungenbecken des Traunsees aus.
Die Eiszungen des Traungletschers hatten zu den Eiszeiten stark unterschiedliche Ausdehnungen. Mit der ersten Großvereisung der Günz-Kaltzeit erfolgte die erste Anlage des Seebeckens. Eine genaue Ausdehnung des Gletschers während dieser Zeit ist jedoch nicht bekannt. Die Eisausbreitung im Mindel war die kräftigste und der Eisstrom aus der Furche des Traunsees überflutete alle angrenzenden Täler in der Flyschzone und bildete einen weit ausladenden Vorlandgletscher. Das Zungenbecken erhielt dann in den folgenden Eiszeiten, der Riß-Kaltzeit und der Würm-Kaltzeit, seine heutige Ausdehnung und Formung. Nachdem das Seebecken eisfrei geworden war, begann die Traun den fjordartigen Südteil des Sees, der etwa bis Langwies gereicht hat, zu verfüllen, wodurch die Deltaebene bis Ebensee entstanden ist, die auch heute noch vorgebaut wird. Die heutige Geschiebefracht der Traun würde unter gleich bleibenden klimatischen Verhältnissen und dementsprechender Schuttzufuhr bedeuten, dass dieser Vorgang den Traunsee in rund 40.000 Jahren völlig mit Sediment verfüllen und zum Verschwinden bringen würde.

### Massenbewegungen

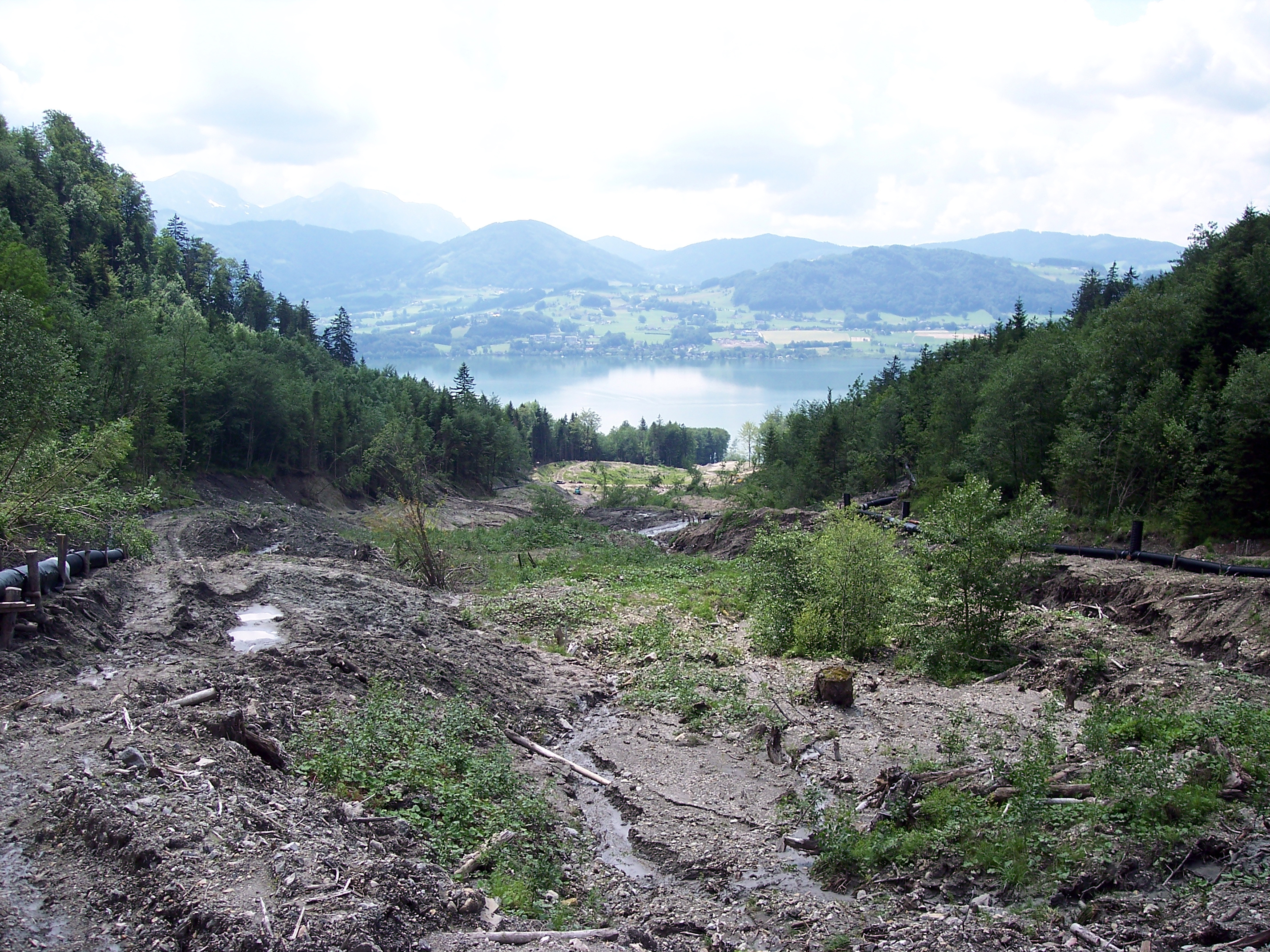
Gschliefgraben im Jahr 2009 nach der letzten Aktivitätsphase

Die bedeutendste Massenbewegung am Traunsee ist der Erdstrom im Gschliefgraben, der sich nach der letzten Eiszeit entwickelte. Die Massenbewegung ist durch die starke Tektonisierung des dort auftretenden Ultrahelvetikums bedingt. Als Folge bildete sich der eindrucksvolle Murenkegel zwischen dem Gasthof Ramsau und dem Gasthof Hoisn aus. Seit dem 15. Jahrhundert existieren Berichte über Katastrophen, bei denen Häuser, Grund und Kulturland in fast regelmäßigen Abständen in den Traunsee geschoben wurden. Im November 2007 gerieten 3,8 Millionen Kubikmeter Material in Bewegung und gefährdete über eine Dauer von acht Monaten zwölf bewohnte Objekte. Im Zuge eines extrem aufwändigen Sanierungsprojektes, mit dem Ziel einer Entwässerung und Stabilisierung des Rutschkörpers, wurden auch große Materialmengen abgetragen und in den See verklappt.

## Klima

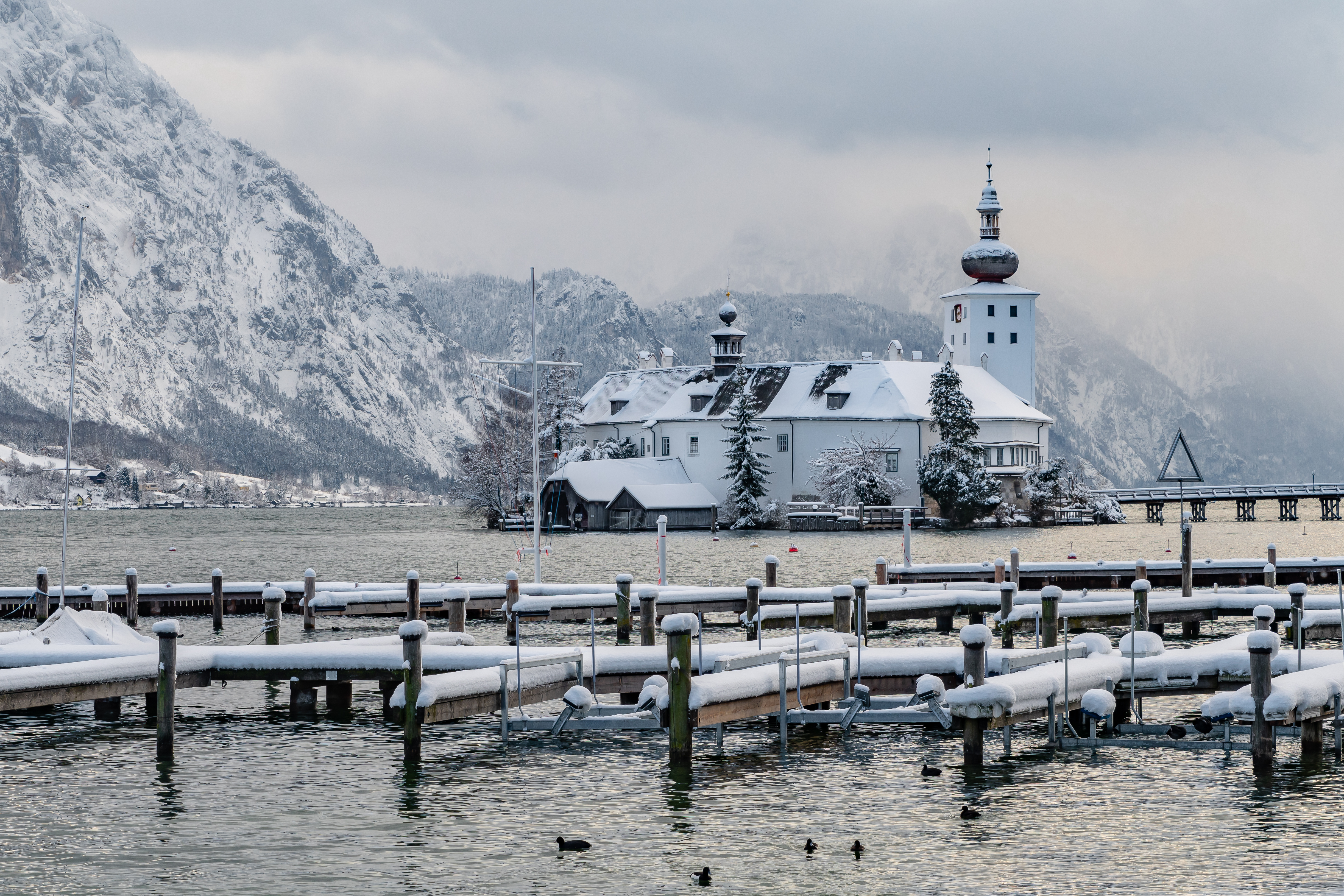
Winterlicher Traunsee mit dem Seeschloss Ort

Die Klimadaten für Gmunden zeigen eine für die Alpenrandlage typische Temperatur- und Niederschlagsverteilung: kühle und niederschlagsreiche Sommer, mit einem Maximum von 25,4 °C bzw. 146 mm im Juni/Juli, und niederschlagsarme Winter, mit einem Temperaturminimum von −0,3 °C im Jänner. Der Jahresniederschlag betrug 1214 mm mit einer Jahresdurchschnittstemperatur von 9,4 °C. Bedingt durch den oftmaligen Wolkenstau an den Felswänden der südlichen Seehälfte fällt in Ebensee deutlich mehr Niederschlag. Der Jahresniederschlag betrug dort 1739 mm. Die dem Traunsee zugewandten Hänge am Ostufer sind klimatisch begünstigt. Einerseits macht sich dort der durch das Trauntal herbeigeleitete Föhn besonders bemerkbar. Andererseits wirkt die Wassermasse des Sees abschwächend auf Klimaextreme. Dieser Effekt ist nur wenige hundert Meter vom Seeufer nachweisbar, verursacht jedoch eine Reduktion der Frosttage um 19 % im Vergleich zur weiteren Umgebung.

## Limnologie

### Zirkulation

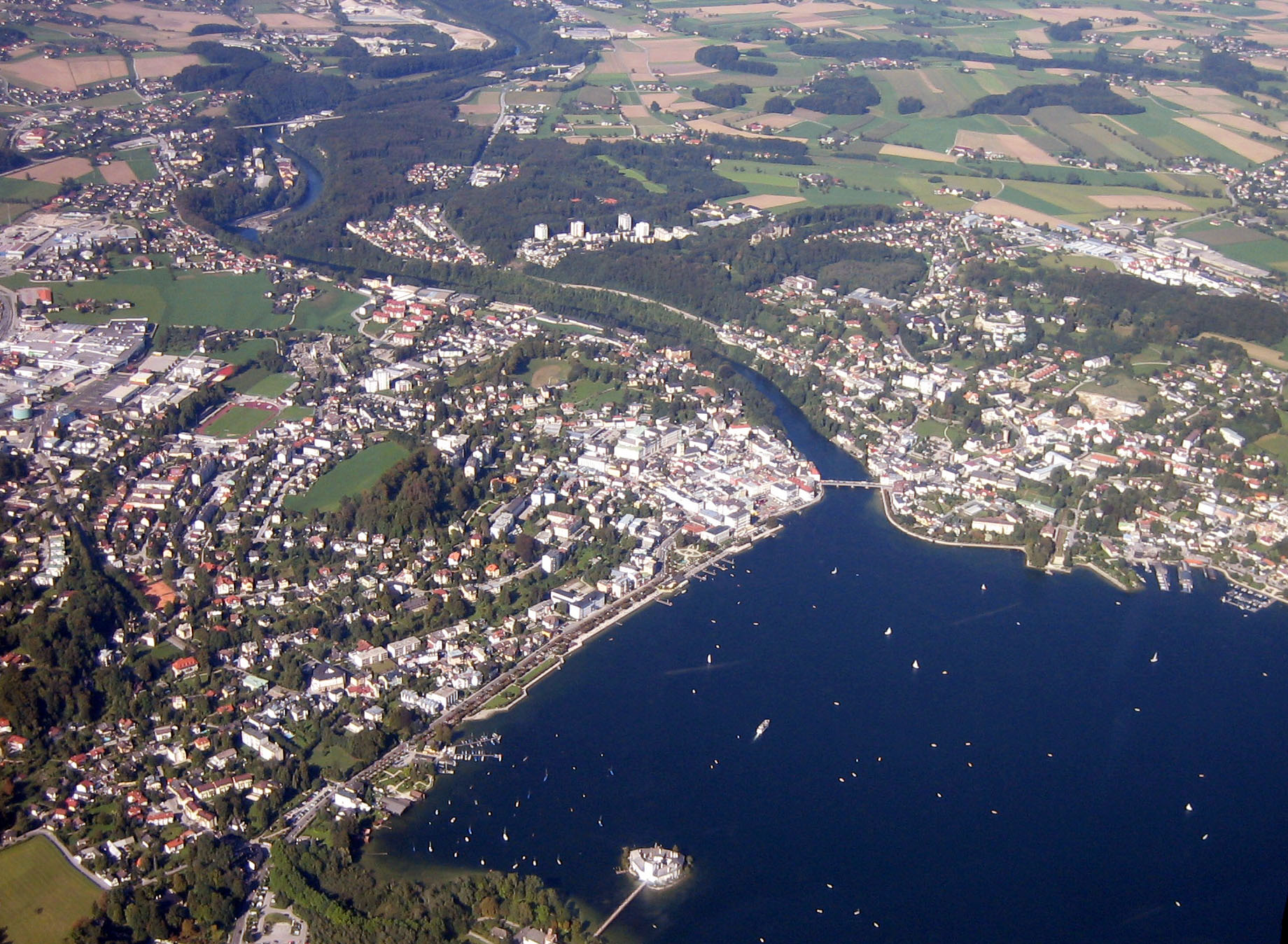
Auslauf der Traun in Gmunden

Die starke Durchflutung des Wasserkörpers durch die Traun bestimmen die limnologischen Verhältnisse im Traunsee. Der Einfluss reicht je nach Jahreszeit und Temperatur bis in Tiefen von 30 m. Während des Sommers werden daher Regionen erwärmt, die ohne diesen Effekt bei 5 °C stagnieren würden. Ein thermisches Epilimnion bildet sich (wenn überhaupt) im Sommer nur in der obersten Schicht aus. Oft beginnt die Sprungschicht jedoch schon an der Oberfläche. Die durchschnittliche Wassertemperatur der Oberfläche beträgt 10,6 °C. Die minimale Wassertemperatur betrug bei Messungen in den Jahren 2013 bis 2017 4,2 °C, die maximale 21,6 °C. Erst nach Abkühlung der Oberflächenschicht auf etwa 10 °C im November bildet sich eine homoiotherme Schicht aus, die 30 m mächtig sein kann. Die Durchmischung des Sees beginnt meist im Jänner. Im Februar wird sie durch eine inverse Schichtung unterbrochen und im März fortgesetzt bzw. vollendet. Eine vollständige Durchmischung bis auf den Grund findet bei Seen dieser Tiefe jedoch selten statt. Eine Eisbedeckung des Sees hat großen Seltenheitswert. Belegt ist dies aus den Jahren 1477, 1624, 1684, 1740, 1797, 1830, zwischen 1879 und 1901 sechsmal, 1928/29 und zuletzt 1963.

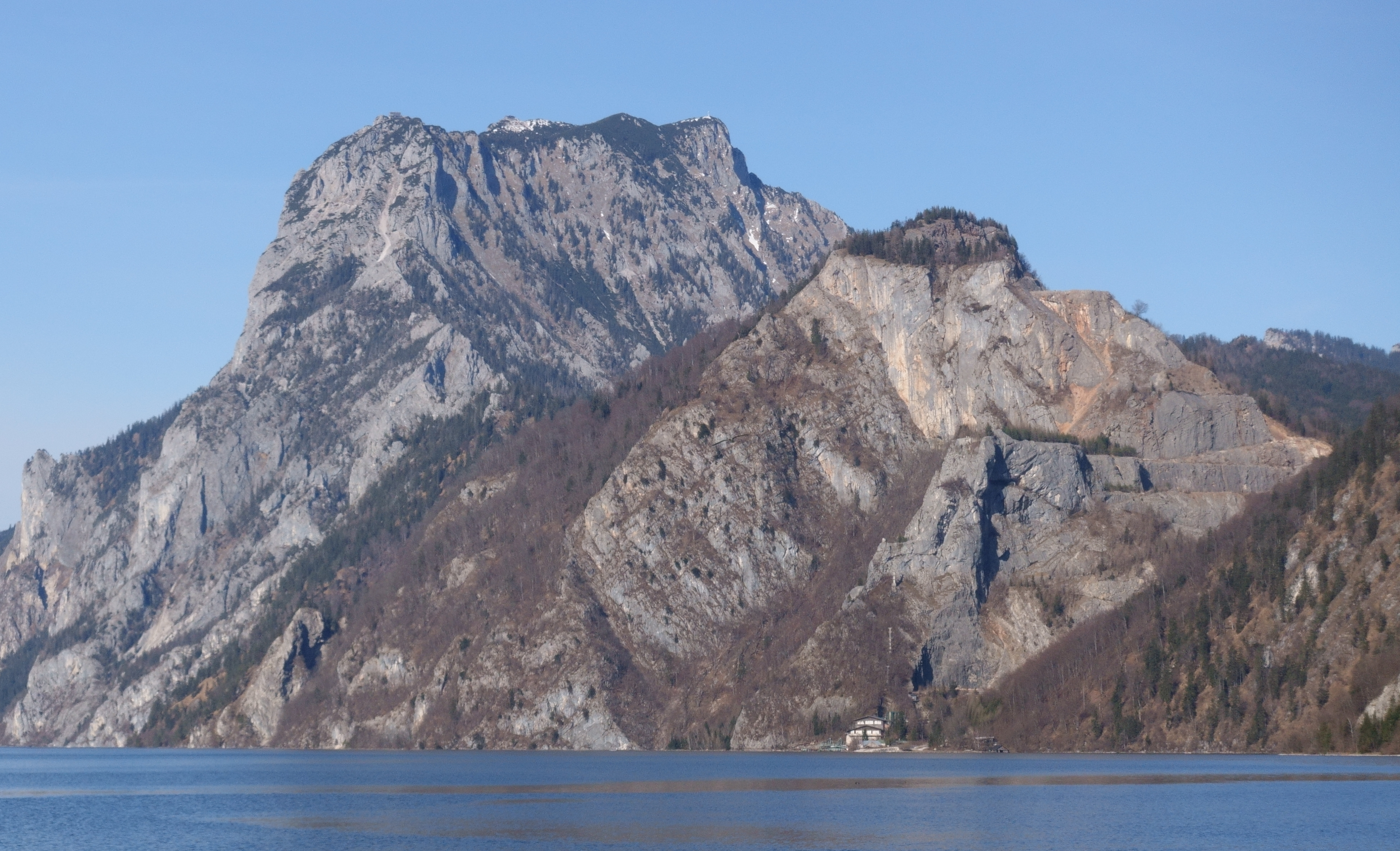
Im Steinbruch am Hochlindach wurde Plassenkalk für das Solvay-Verfahren abgebaut

Die Salinen Austria und die Solvay AG leiteten viele Jahrzehnte lang Abwässer mit gelösten Salzen, vor allem Natrium- und Calciumchlorid, sowie Kalkschlamm, in den See. Durch verbesserte Verfahren der Salinen AG bzw. der Schließung des Solvay-Werks 2005 wurde die Einleitung abrupt gestoppt und das elektrolytreiche Seewasser mit elektrolytärmerem Wasser aus der Traun überschichtet. Dadurch hat sich ein starker tiefenabhängiger Gradient der Salzkonzentration gebildet, der seit 2006 eine zumindest teilweise Durchmischung des Wasserkörpers bis zum Grund behinderte. Der Sauerstoffgehalt der untersten Wasserschichten nahm sehr stark ab und es wurde angenommen, der See könnte eine chemisch bedingte Meromixis ausbilden. Die für eine Umwälzung des Wasserkörpers hauptverantwortlichen Kräfte Wind und Strömung waren lange Zeit nicht in der Lage, das starke Konzentrationsgefälle aufzulösen, was zu einer fortschreitenden Abnahme des Sauerstoffgehalts im Tiefenwasser geführt hat. Seit dem Winter 2017/18 hat sich das Konzentrationsgefälle weitgehend aufgelöst, der Sauerstoffgehalt steigt seither in der Tiefe an und der Chloridgehalt nimmt stark ab.

### Trophie
Der See weist eine geringe Konzentration an Nährstoffen auf und ist somit oligotroph. Schon vor dem Bau der Kläranlagen am Traunsee, die in den 1970er bis 1980er Jahren gebaut wurden, galt der See als nährstoffarm. Trotz der starken Durchströmung ließ sich in den 1960er Jahren am Traunsee ein Eutrophierungstrend, gekennzeichnet durch zunehmende Phytoplanktonbiomasse und abnehmende Sichttiefe, feststellen. Durch den Betrieb der Kläranlagen und den fehlenden industriellen Abwässern verbesserten sich die Messwerte des Sees hin zu einem sehr guten ökologischen Zustand. Seit 2007 beträgt die mittlere Phosphorkonzentration rund 5 μg/l. Die Abwässer der Gemeinden Gmunden, Altmünster und Traunkirchen fließen in die Kläranlage Gmunden, unterhalb des Kraftwerkes Gmunden, des Reinhalteverbandes Gmunden-Nord. Dies hat den Vorteil, dass die Kläranlage außerhalb des topographischen Seeneinzugsgebietes liegt und die zwar gereinigten, aber dennoch nährstoffreichen Abwässer den See nicht belasten. Die Gemeinden Traunkirchen und Altmünster entsorgen ihre Abwässer über eine gemeinsame Seedruckleitung, die durch den Traunsee zum Nordufer verläuft. Die Kläranlage in Ebensee befindet sich direkt an der Mündung der Traun.

### Sichttiefe

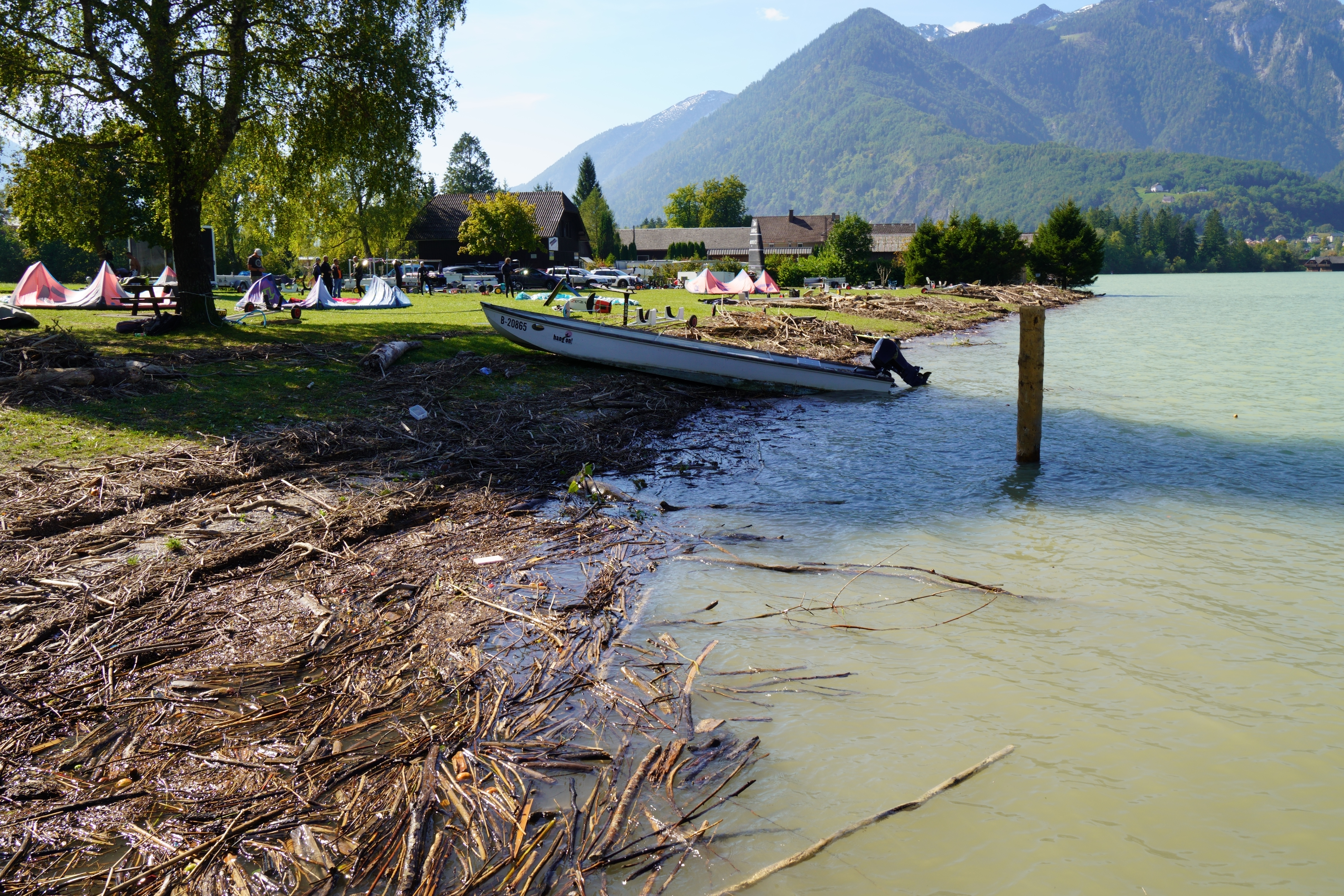
Starke Trübung des Sees nach dem Hochwasser im September 2024

Durch die geringe Phytoplanktonkonzentration und das geringe Algenwachstum beträgt die mittlere sommerliche Sichttiefe 6,8 Meter. Durch den starken Durchfluss der Traun kommt es durch eingeschwemmte Schwebstoffe zu Trübungen, die vor allem im Südteil des Sees auftreten. Andererseits verursachen die zwischen Mai und Juni auftretenden Kalkausfällungen regelmäßig starke Trübungen des Wassers, welche den ganzen See betreffen und die Sichttiefe meist auf 3 m reduzieren.

### Plankton
Das Phytoplankton wird von den Kieselalgen (Bacillariophyta) dominiert. Vor allem Fragilaria crotonensis und Vertreter der Gattung Cyclotella sind häufig. Cyclotella cyclopuncta und Cyclotella bodanica sind Zeigerarten für (ultra-)oligotrophe Verhältnisse. Weiters sind Cryptophyceae häufig, insbesondere Rhodomonas lens und Arten der Gattung Cryptomonas. Dinoflagellaten (Dinoflagellata) sind eine für den Traunsee typische, wenn auch mengenmäßig gering auftretende Artengruppe. Ein typischer Vertreter ist Ceratium hirundinella. Das Crustaceenplankton des Sees setzt sich aus 7 Arten zusammen. Bei den Ruderfußkrebsen (Copepoda) sind dies Eudiaptomus gracilis und Cyclops abyssorum. Daphnia longispina und Eubosmina longispina sind häufige Vertreter der Krallenschwänze (Onychura).

## Fauna

### Fische

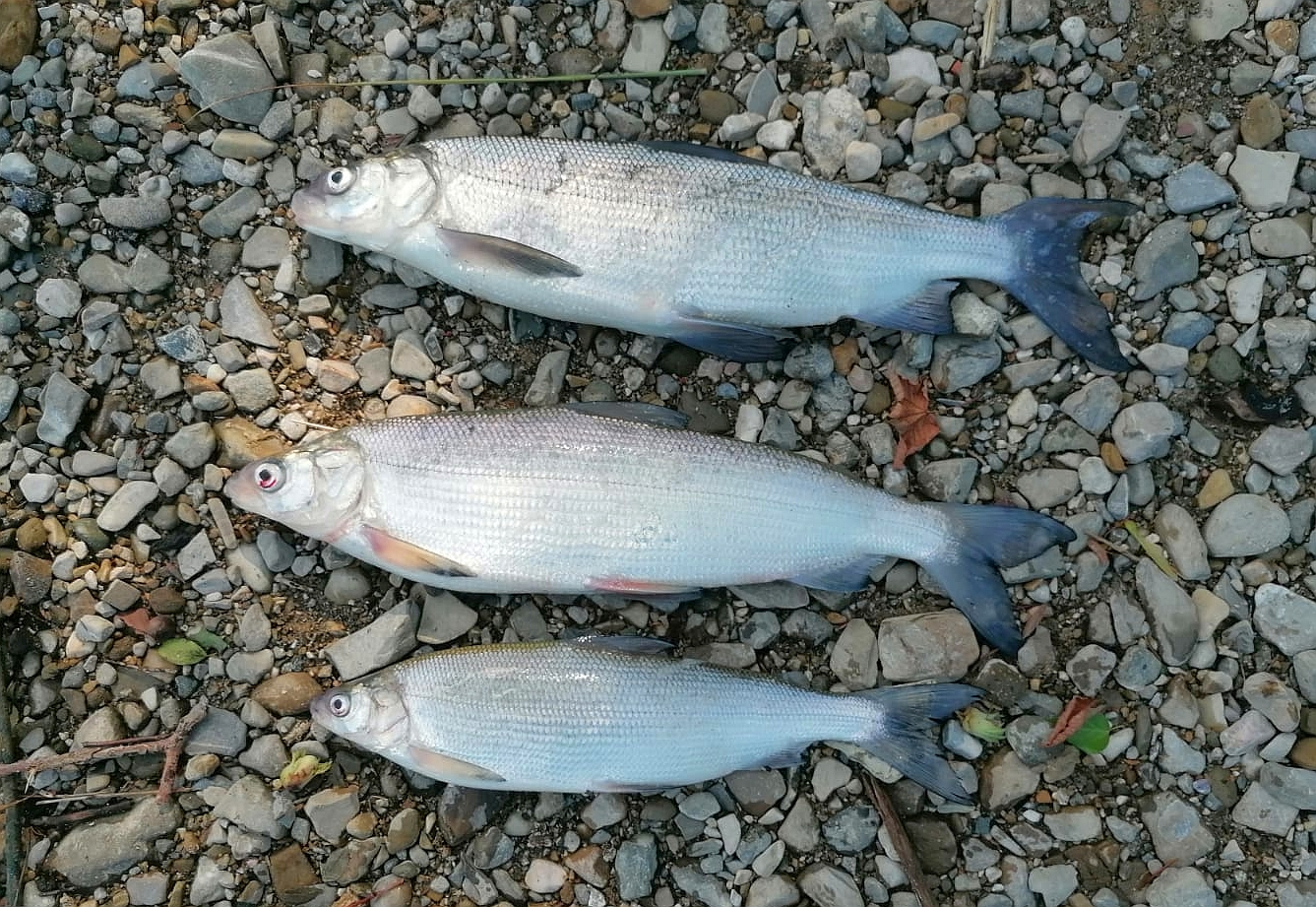
Reinanken (Coregonus sp.), Irrsee

Der Traunsee bietet Lebensraum für eine große Artenvielfalt und zählt zu den stehenden Gewässern der Äschenregion. In den tieferen Schichten des freien Wassers leben Seeforelle (Salmo trutta), Seesaibling (Salvelinus umbla), Aalrutte (Lota lota), Hasel (Leuciscus leuciscus) und Perlfisch (Rutilus meidingeri). Koppen (Cottus gobio), Elritzen (Phoxinus phoxinus) und Rotaugen (Rutilus rutilus) besiedeln den See ebenfalls schon lange. In der mit Pflanzen bewachsenen Uferzone leben Arten wie Schleie (Tinca tinca), Brachse (Abramis brama), Flussbarsch (Perca fluviatilis) und der Hecht (Esox lucius). Zander (Sander lucioperca) und Europäischer Aal (Anguilla anguilla) wurden künstlich eingesetzt. Vertreter der Gattung Coregonus leben ebenfalls in den tieferen Schichten des freien Wassers und werden lokal als Reinanken bezeichnet. Entsprechend den vielen, unterschiedlichen regionalen Erscheinungsformen ist eine systematische Klassifikation der einzelnen Populationen der Gattung Coregonus schwierig. Der Riedling (Coregonus danneri) kommt nur im Traunsee vor. Weitere Vertreter sind Starnberger Renke (Coregonus renke) und Individuen aus dem Artenkomplex Coregonus lavaretus.

### Vögel

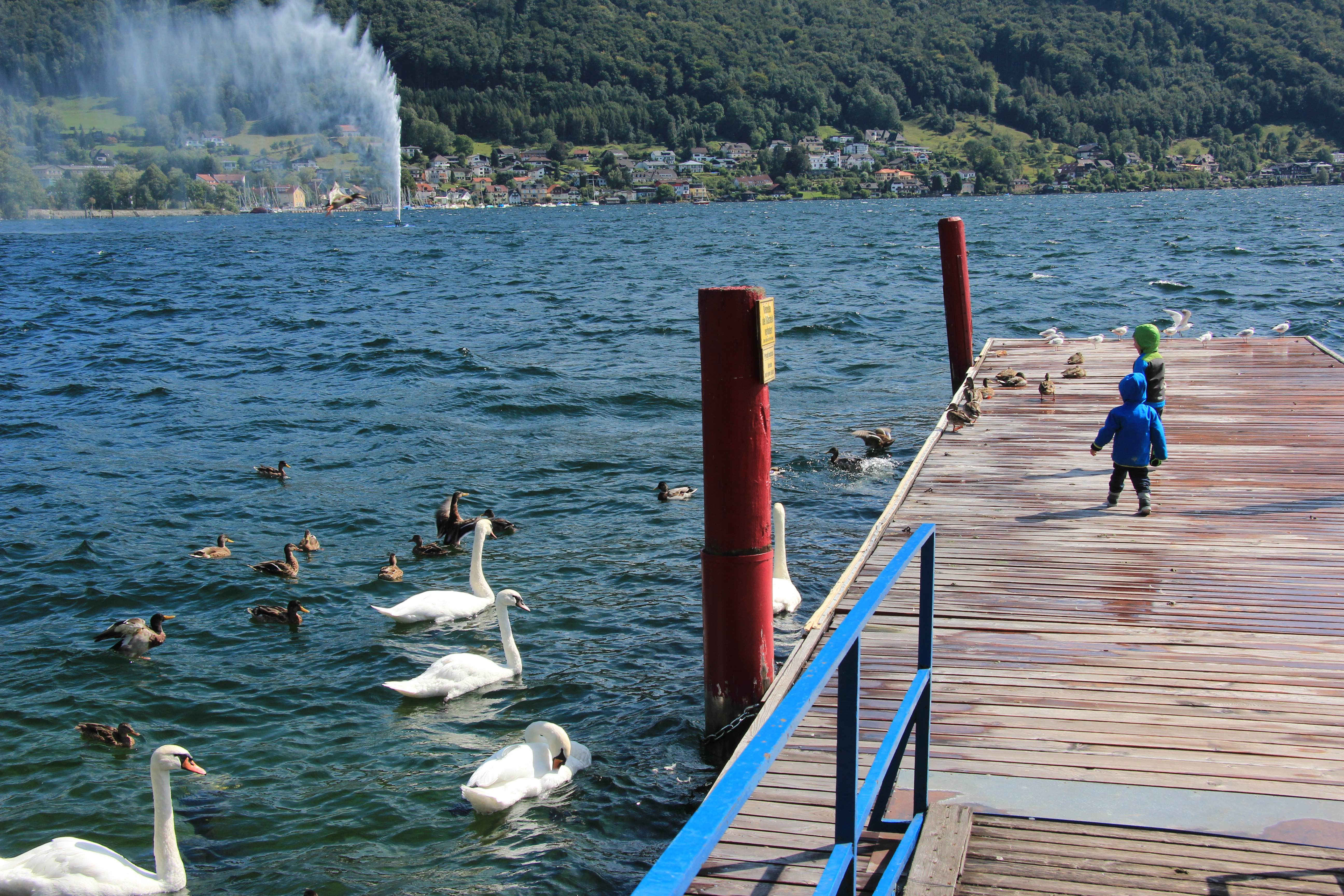
Höckerschwäne und Stockenten zählen zu den häufigsten Vögeln am Traunsee

Die auffälligste Vogelart am Traunsee und an den anderen Salzkammergutseen ist der Höckerschwan (Cygnus olor), dessen erste Ansiedlung in Oberösterreich am Traunsee erfolgte. Im Jahre 1875 wurden zwei Schwanenpaare von Laxenburg nach Gmunden gebracht, die dann in einem Zwinger bei der Villa Toscana gehalten wurden. 1880 wurden die Tiere in die Freiheit entlassen und 1892 war die Population auf 50 Schwäne angewachsen. Der Traunsee ist Lebensraum für viele Entenvögel. Die häufigste Art ist die Stockente (Anas platyrhynchos). Seltener sind Reiher- (Aythya fuligula), Schell- (Bucephala clangula) und Tafelente (Aythya ferina). Neben der häufigen Lachmöwe (Chroicocephalus ridibundus) kommt auch die Sturmmöwe (Larus canus) vor. Blässhuhn (Fulica atra) und Haubentaucher (Podiceps cristatus) sind ebenfalls Brutvögel am Traunsee. Kormorane (Phalacrocorax carbo) sind ebenfalls oft zu beobachten und haben ihre Schlafplätze unter anderem in Karbach und am Hollereck. Wintergäste sind Zwergtaucher (Tochybaptus ruficollis) und Schwarzhalstaucher (Podiceps nigricollis). Auch der Prachttaucher (Gavia arctica) kann regelmäßig im Winter beobachtet werden.

### Weichtiere

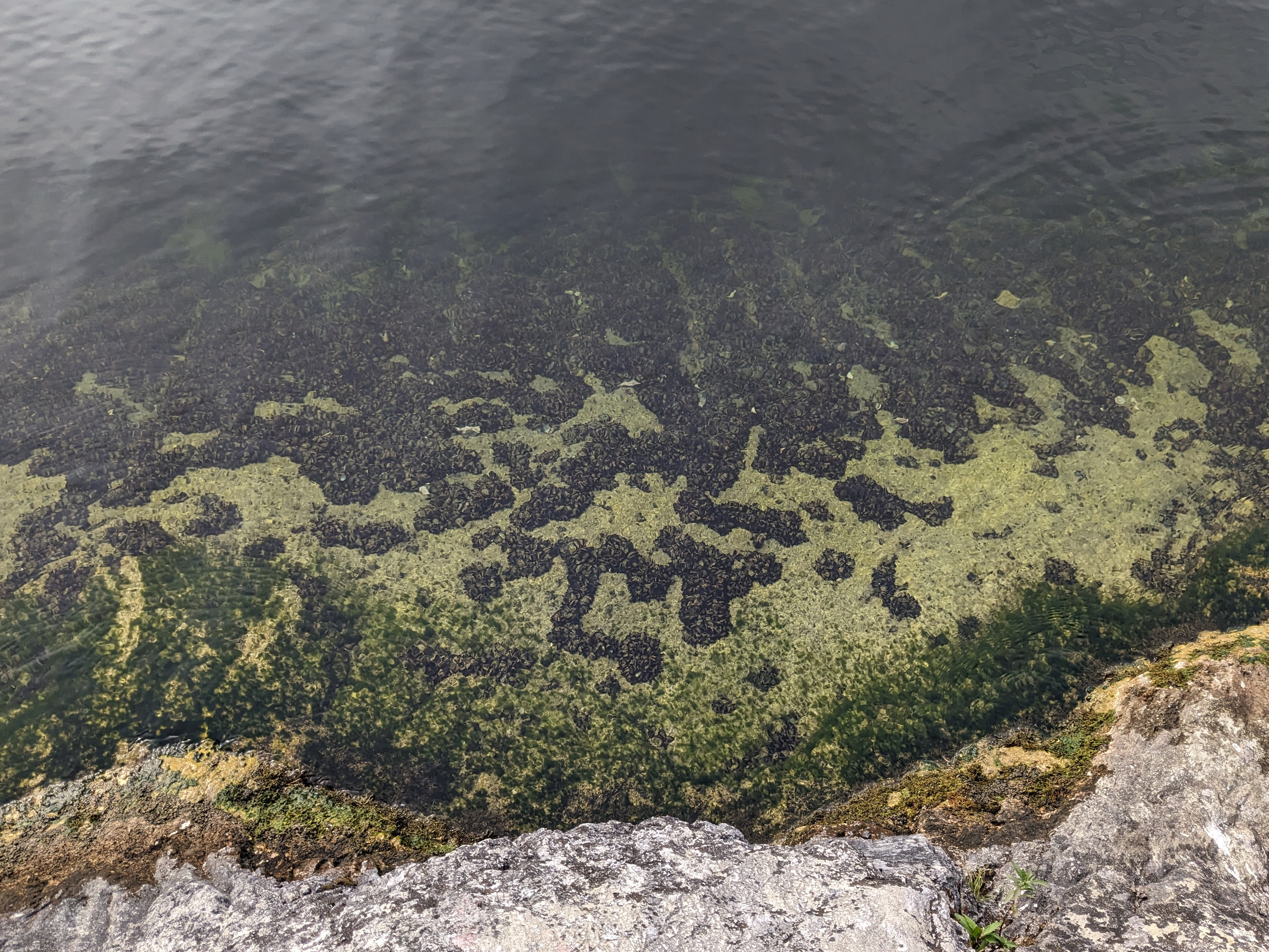
Massenbestand der Wandermuschel am Ostufer

Die Wandermuschel (Dreissena polymorpha) wurde in den 1970er Jahren eingeschleppt und tritt im Traunsee mäßig häufig bis massenhaft auf. 2022 wurde im Traunsee erstmals die Quagga-Dreikantmuschel (Dreissena rostriformis bugensis) nachgewiesen. Beide Arten wurden vermutlich durch den Transport von Schiffen und Sportboote eingeschleppt. Die Wandermuschel dient vielen Wasservögel als Nahrungsquelle. Vogelarten wie Blässhuhn und Reiherente haben von der Ausbreitung der invasiven Art profitiert. Deren Bestand hat zugenommen und die Vögel überwintern häufiger am See.

## Flora und Vegetation

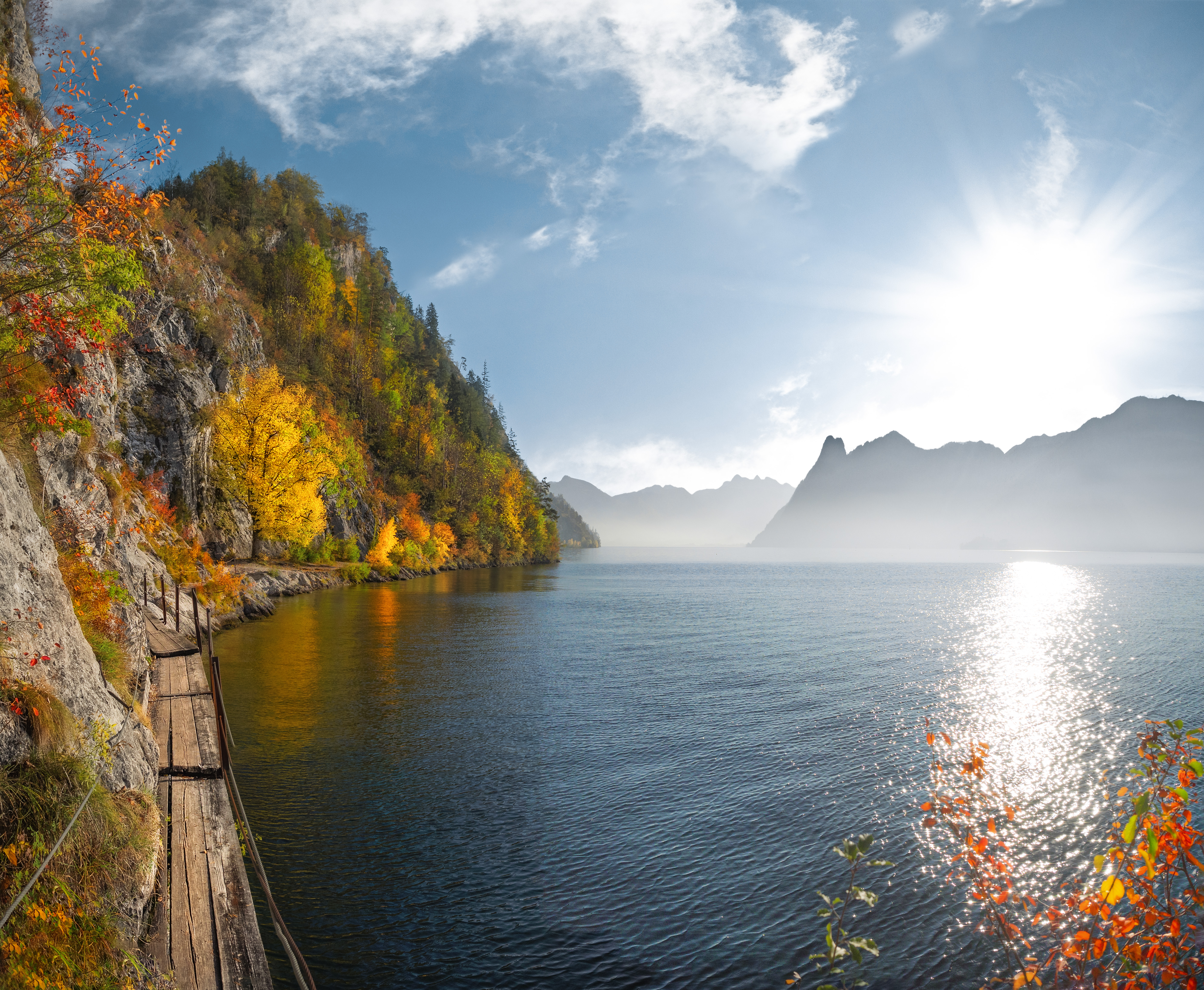
Entlang des Mieswegs am Ostufer gedeiht eine artenreiche, wärmeliebende Vegetation

Die potenzielle natürliche Vegetation an den Uferhängen ist ein Fichten-Tannen-Buchenwald (Aposerido-Fagetum), insbesondere auf tiefgründigen Böden. Durch die jahrhundertelange Förderung der Fichten als Brennholz für die Salinen wurden Tanne und Buche stark zurückgedrängt. Am klimatisch begünstigten Ostufer kommen wärmeliebende und alpine Pflanzenarten nebeneinander vor. Die steilen Hänge zwischen Erlakogel und Traunstein sind oft nur vom See aus zugänglich und werden nicht bewirtschaftet. Dort befinden sich Sommerlinden-(Winterlinden)-Eibenbestände mit einer artenreichen Strauchschicht, in denen wärmeliebende Arten wie Pimpernuss (Staphylea pinnata), Breitblättriges Pfaffenhütchen (Euonymus latifolius), Gewöhnliche Felsenbirne (Amelanchier ovalis) und Strauchkronwicke (Hippocrepis emerus) gedeihen. Auf den flachgründigsten Standorten am Ostufer wachsen Schneeheide-Föhrenwälder (Erico-Pinetum). Neben den Charakterarten dieser Pflanzengesellschaft gibt es dort auch alpine Arten wie Felsen-Fingerkraut (Potentilla caulescens), Silberwurz (Dryas octopetala) und Berg-Laserkraut (Laserpitium siler). Oberhalb des Ostufers, in der Kaltenbachwildnis, wächst auf Dolomitschutt das Traunsee-Labkraut (Galium truniacum).
Die einzige noch von Moor- und Röhrichtkomplexen eingenommene Seeuferzone des Traunsees befindet sich im südlichen Abschnitt des Hollerecks bei Altmünster. Der in Oberösterreich sehr seltene Sumpfabbiss (Succisella inflexa) wächst nur dort und an einer zweiten Stelle am Hallstätter See. Der ebenfalls selten gewordene Lungen-Enzian (Gentiana pneumonanthe) wächst in den Rispenseggen-Beständen (Carex paniculata) hinter der Röhrichtzone.
Im Traunsee kommen in den flacheren Uferbereichen Spiegelndes Laichkraut (Potamogeton lucens), Gestrecktes Laichkraut (Potamogeton praelongus), Durchwachsenes Laichkraut (Potamogeton perfoliatus) und Krauses Laichkraut (Potamogeton crispus) vor. Entlang der Esplanade in Gmunden wächst der Sumpf-Teichfaden (Zannichellia palustris).

## Naturschutz

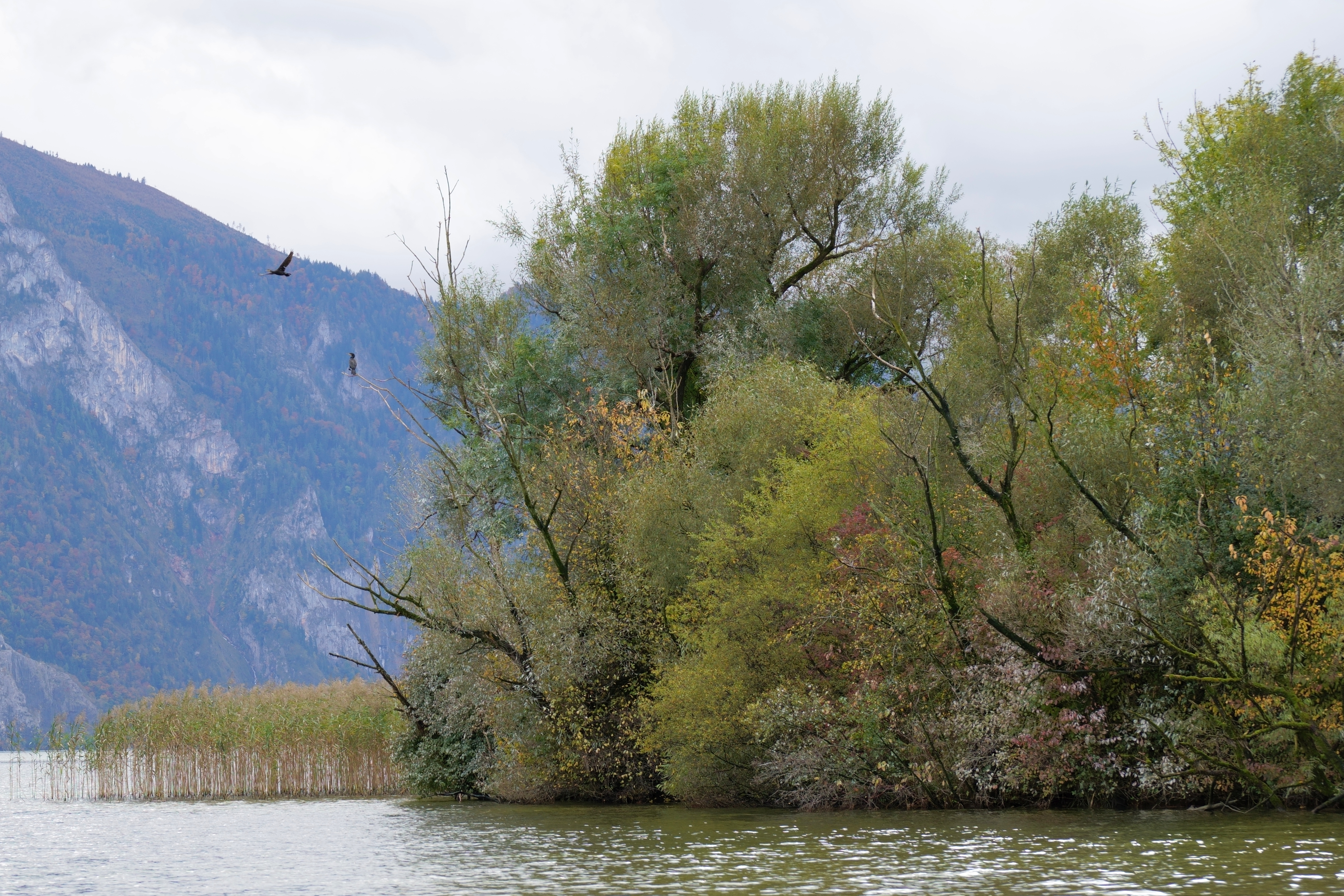
Natürliche Ufervegetation im Naturschutzgebiet Hollereck. Die Bäume dienen Kormoranen als Rast- und Schlafplatz

In Gmunden befindet sich ein kleiner Rest eines Verlandungsbereiches am nordwestlichen Traunseeufer und das Gebiet steht seit 2004 unter Naturschutz (Naturschutzgebiet Orter Bucht, N072). Die geschützte Fläche beträgt 1 Hektar. Am Westufer befindet sich in der Gemeinde Altmünster ein letzter naturnaher Verlandungsbereich und das Gebiet steht seit 2004 unter Naturschutz (Naturschutzgebiet Hollereck, N145). Die geschützte Fläche beträgt 10 Hektar. Das Naturschutzgebiet Traunstein reicht nur im Südwesten bis ans Ufer des Sees.
Am Ostufer sind Schluchtwälder an den steilen und unzugänglichen Flanken von Traunstein, Hochlindach und Erlakogel Teil des Europaschutzgebiets Schluchtwälder der Steyr- und Ennstaler Voralpen, welches gemäß der FFH-Richtlinie als Teil des Netzwerks Natura 2000 verordnet wurde.
Um die Durchgängigkeit der Fischwanderung zu ermöglichen, wurde 2017 am Kraftwerk Gmunden ein Fischlift errichtet.
Zwischen dem Traunsee und dem 15–20 km entfernten Attersee befindet sich der 2012 gegründete Naturpark Attersee-Traunsee. Teile davon wurden 2021 auch zum Lichtschutzgebiet erklärt.

## Wirtschaft

### Tourismus

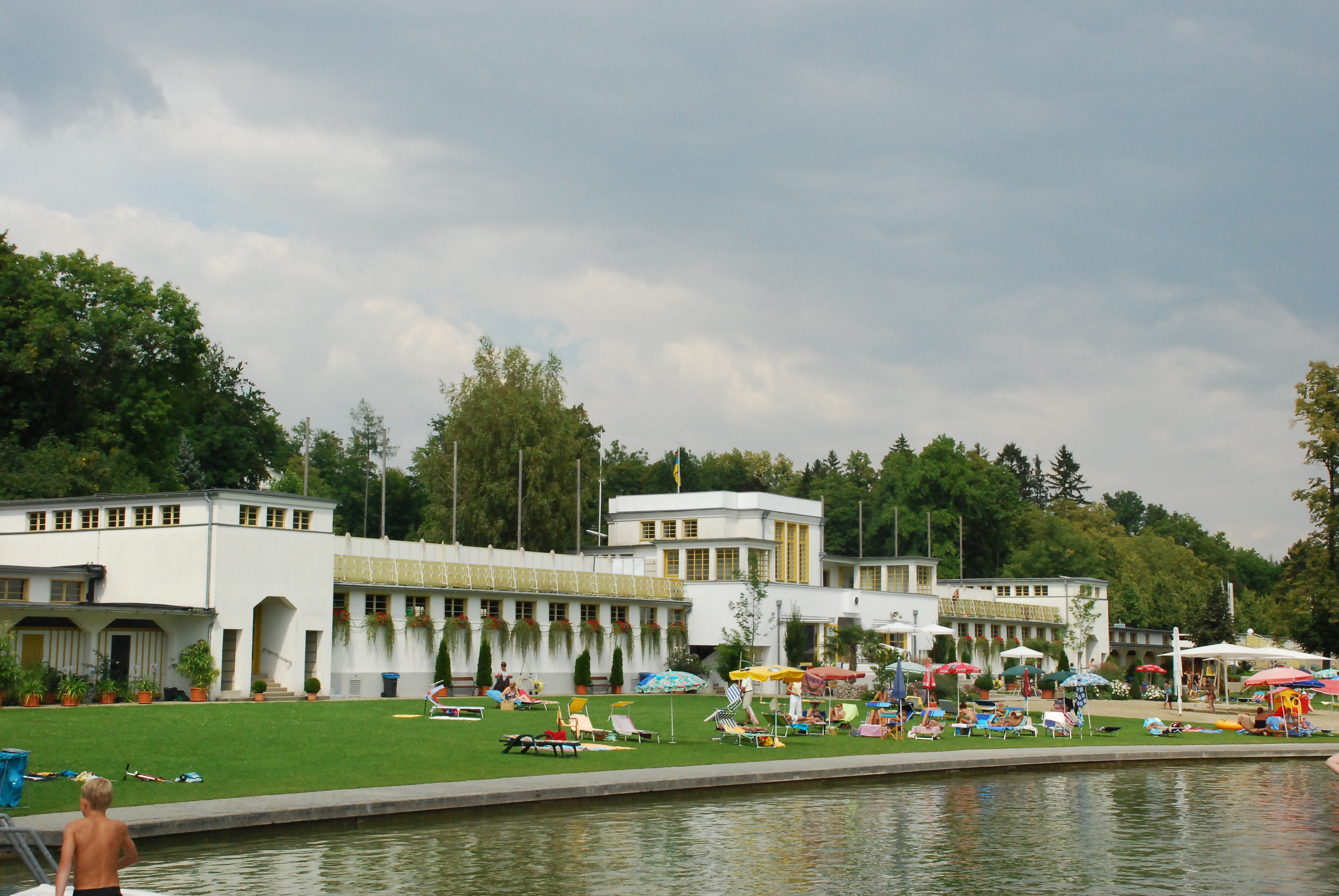
Strandbad in Gmunden

Das Salzkammergut genießt einen hohen Bekanntheitsgrad als Tourismus- und Erholungsgebiet und hat diesbezüglich seit langem eine große Bedeutung. Den touristischen Schwerpunkt in der Sommersaison bildet die klassische Sommerfrische an den zahlreichen Seen und Bergen. Ein Rückgang der Nächtigungen und Unterkünfte und eine verkürzte Aufenthaltsdauer in der Region deuten auf eine verstärkte Entwicklung zum Ausflugs- und Tagestourismus hin. Die Zahl der Tagesgäste steigt, und an schönen Sommer- und Herbsttagen, besonders an den Wochenenden, sind die Parkplätze oft überlastet.
Trotz der niedrigen Oberflächentemperatur des Wassers herrscht im Sommer am Traunsee ein reger Badebetrieb und es existieren mehrere öffentliche Badeplätze. Die Bräuwiese in Traunkirchen im Besitz des Landes Oberösterreich ist mit 37.000 m² der größte frei zugängliche Badeplatz. Weitere Badeplätze mit unverbautem Ufer befinden sich im Ebenseer Ortsteil Rindbach mit etwa 19.000 m² und bei der Köchertwiese in Altmünster. Das 6.000 m² große Strandbad Gmunden bietet auch einen beheizten Badebereich. Die Freizeitanlage Seebahnhof in Gmunden bietet Bademöglichkeiten und eine Liegewiese. Das 6.000 m² große Solarbad Altmünster hat ebenfalls einen beheizten Badebereich. Schmale, frei zugängliche Uferabschnitte am Ostufer werden ebenfalls häufig zum Baden genutzt.
Die Gemeinden rund um den Traunsee befinden sich im Tourismusverband Traunsee-Almtal im Salzkammergut.

### Schifffahrt

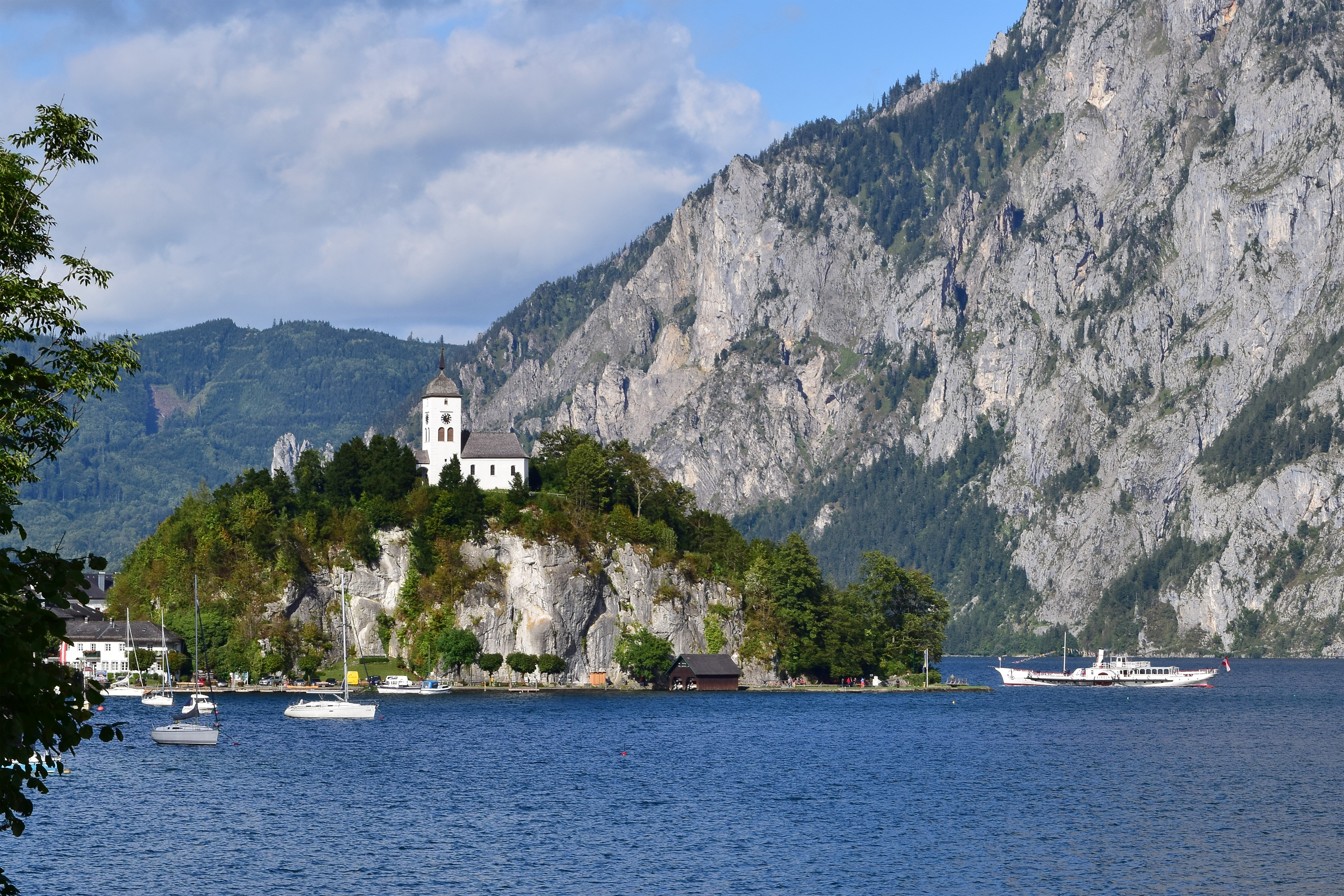
Traunkirchen und rechts der Raddampfer Gisela

Die Traunsee-Schifffahrt wurde im Jahr 1839 von den Engländern John Andrews und dem Schiffbaumeister Joseph John Ruston gegründet. Ruston entwarf mit der Sophie das erste Dampfschiff, das im Linienbetrieb zwischen Gmunden und Ebensee verkehrte. Ruston entwarf auch den Raddampfer Gisela, der 1872 in Dienst gestellt wurde und noch in Betrieb ist. Die heutige Linienschifffahrt wird vom Unternehmen Traunseeschifffahrt GmbH mit Sitz in Gmunden betrieben. Zwischen Mai und Oktober verkehren Schiffe zwischen den Anlegestellen Gmunden Rathausplatz, Grünbergseilbahn, Altmünster, Gasthof Ramsau, Gasthof Hoisn, Traunkirchen und Ebensee. Das Unternehmen Schifffahrt Loidl in Traunkirchen bietet Rundfahrten und Wassertaxis an.

### Fischerei

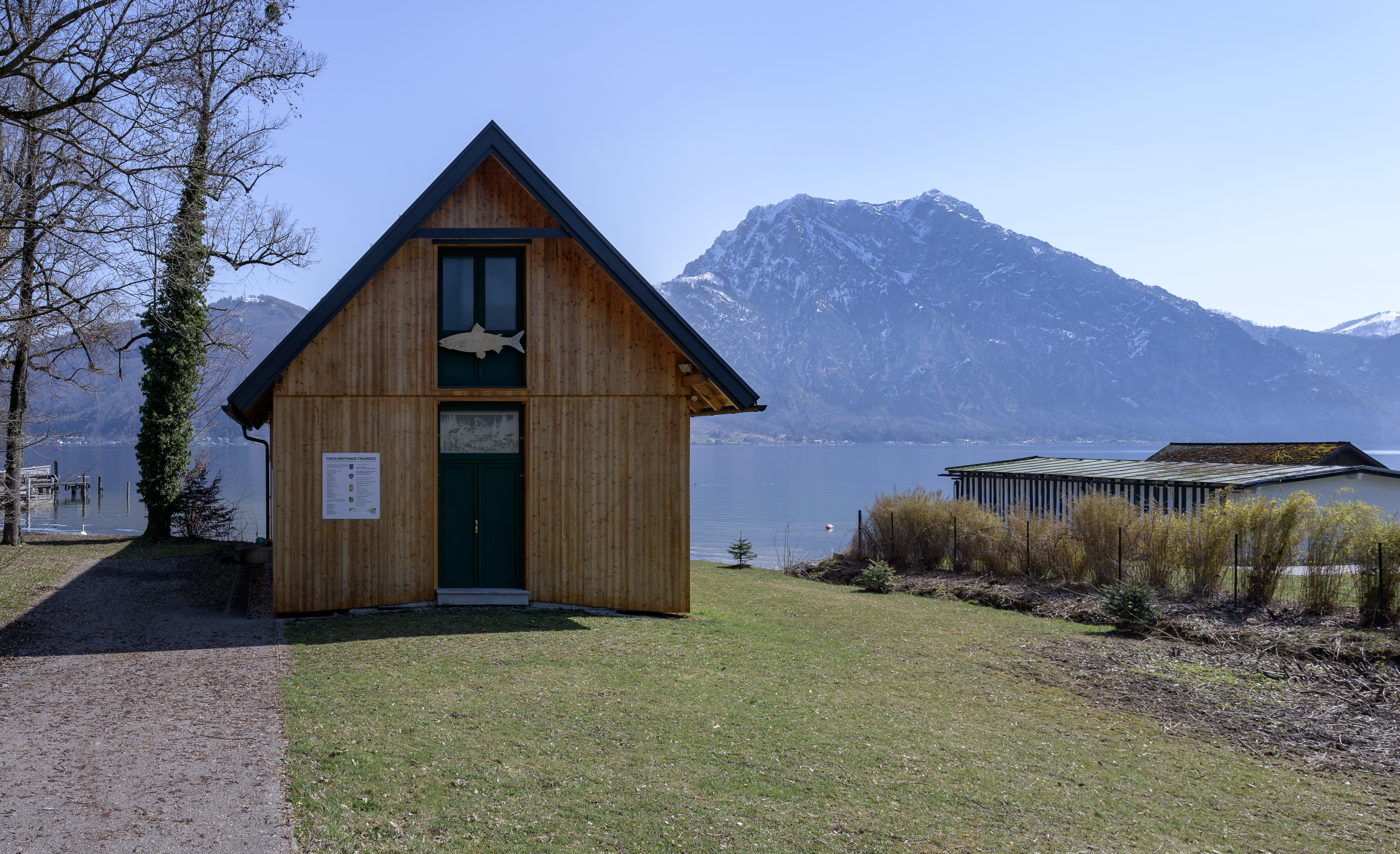
Bruthaus Altmünster

Die Fischerei am Traunsee wurde erstmals 909 mit dem Kloster Altmünster urkundlich erwähnt. Sie wurde später auf das Kloster Traunkirchen, den Pfarrhof von Altmünster, die Herrschaften Ebenzweier und Ort aufgeteilt und umfasste am Ende des 18. Jahrhunderts über 80 Fischereiberechtigte. Ein gewohnheitliches Fischereirecht, also eine Ordnung der Fischerei, und eine Fischerzeche mit Zechmeister bestand bereits im Mittelalter und wurde 1563 beschrieben. Heute gibt es am Traunsee gibt es 52 Fischrechte, die sich 36 Fischereiberechtigte teilen. Die Vergabe von Lizenzen für die Sportfischerei obliegt den Österreichischen Bundesforsten als Eigentümer des Sees. Hauptfischart ist die Reinanke (Coregonus sp.). Der Riedling wurde ebenfalls stark befischt und ist der traditionelle Steckerlfisch im Salzkammergut. Der Bestand ist jedoch stark rückläufig und um ein Aussterben des Riedlings zu vermeiden, wurde 2021 beschlossen, den Fang für drei Jahre auszusetzen. Generell ist der Bestand an heimischen Fischarten seit 1950 rückläufig. Um den Fremdbesatz zu minimieren, wurde 2004 in der Fischerbucht in Altmünster ein Bruthaus errichtet. Dadurch kann mit der seeigenen Fischpopulation nachgezüchtet werden. 2007 wurden in Altmünster etwa 4,5 Millionen Reinanken, 20.000 Seesaiblinge und 200.000 Hechte produziert, die alle dem See zugeführt wurden.

### Energiewirtschaft

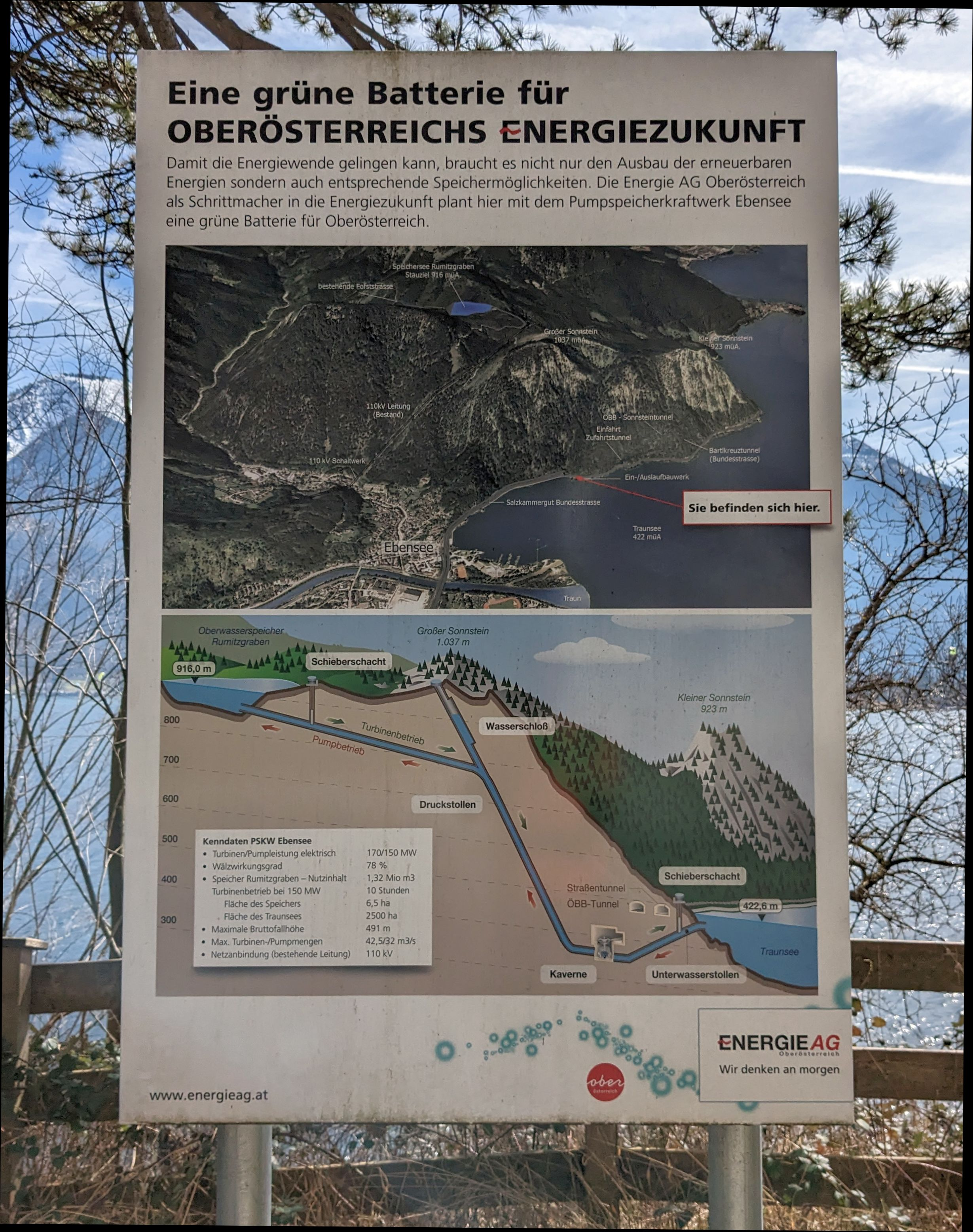
Informationstafel zum Pumpspeicherkraftwerk Ebensee am Traunseeufer

Etwa zwei Kilometer flussabwärts der Traunbrücke in Gmunden befindet sich das Kraftwerk Gmunden der Energie AG. Dieses wurde 1969 in Betrieb genommen und hat neben der Energieerzeugung auch eine wichtige Funktion bei der Regulierung des Seespiegels. Zwei Synchrongeneratoren werden von zwei Kaplanturbinen angetrieben und erzeugen pro Jahr rund 48 GWh an elektrischer Energie. 2023 wurde mit dem Bau des Pumpspeicherkraftwerks Ebensee begonnen. Nach Fertigstellung wird das Seewasser in den rund 490 m höher gelegenen Speichersee gepumpt. Die Anlage wird als Kavernenkraftwerk ausgeführt und befindet sich im Inneren des Großen Sonnsteins. Eine drehzahlvariable Francis-Pumpturbine wird im Pumpbetrieb 150 MW und im Turbinenbetrieb 170 MW leisten.

### Bergbau
Am unzugänglichen Ostufer in Karbach befindet sich ein Vorkommen des hochwertigen Plassenkalks. Dieser wurde von 1890 bis 2005 von der Firma Solvay Österreich GmbH im weithin sichtbaren Steinbruch als Grundstoff für diverse chemische Produkte, insbesondere für die Soda-Erzeugung, abgebaut. Das Gestein wurde mit Schiffen von Karbach zum Trauneck in Ebensee transportiert. 2024 erwarb die Firma Mitter Group, mit Sitz in Wolfern, den Steinbruch. Geplant sind bis zu vier Schiffsfahrten pro Tag, wobei pro Schiffsladung etwa 300 Tonnen Gestein transportiert werden.

## Sport

### Bootssport

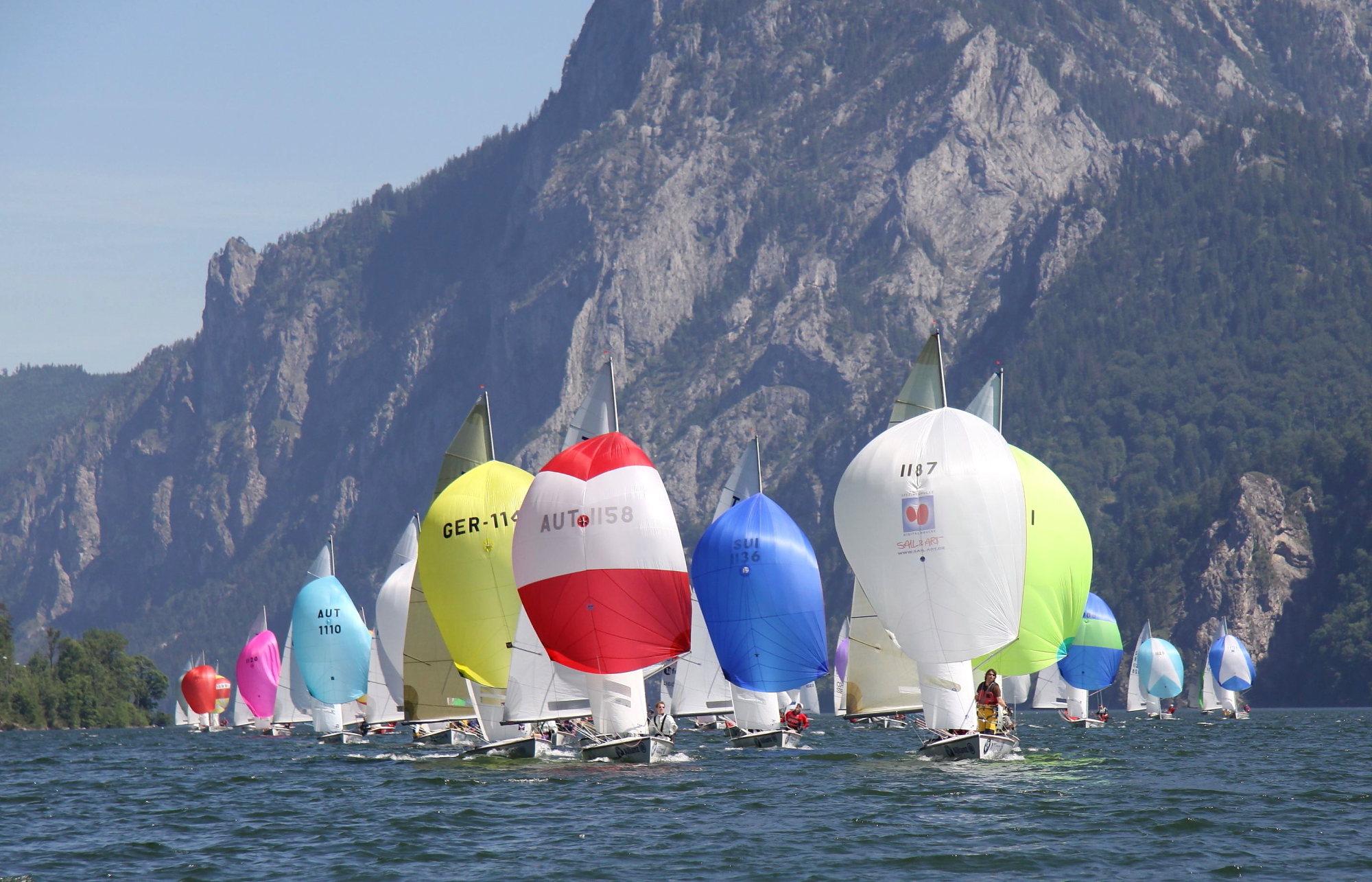
WM 2011 der Bootsklasse Tempest am Traunsee

Aufgrund der guten Windsituation ist der Traunsee ein beliebtes Segel- und Surfrevier. Am See existieren vier Segelclubs. Der Union-Yacht-Club Traunsee mit Sitz in Gmunden wurde bereits 1888 gegründet und ist der größte Club am See. Weitere Segelclubs befinden sich in Traunkirchen, Altmünster und Ebensee. Der Traunsee ist bekannt für den sogenannten Niederwind, eine typische Thermik, die sich durch die topographische Lage entwickeln kann. Bei stabiler Schönwetterlage entsteht am späten Vormittag durch das Erwärmen der südlich gelegenen Berge eine Vertikalströmung, die von einer kühlen Zuluft, vom nördlichen Abfluss der Traun bis ins südlich gelegene, gebirgige Becken gespeist wird. So entsteht auch bei stabiler Hochdrucklage eine gleichmäßige frische Brise.
Im Juli und August besteht ein Verbot von Verbrennungsmotoren auf Schiffen und Booten. Ausgenommen sind Berufsfischerei, Linienschifffahrt und Fahrzeuge der Rettung und Feuerwehr.

### Surfing

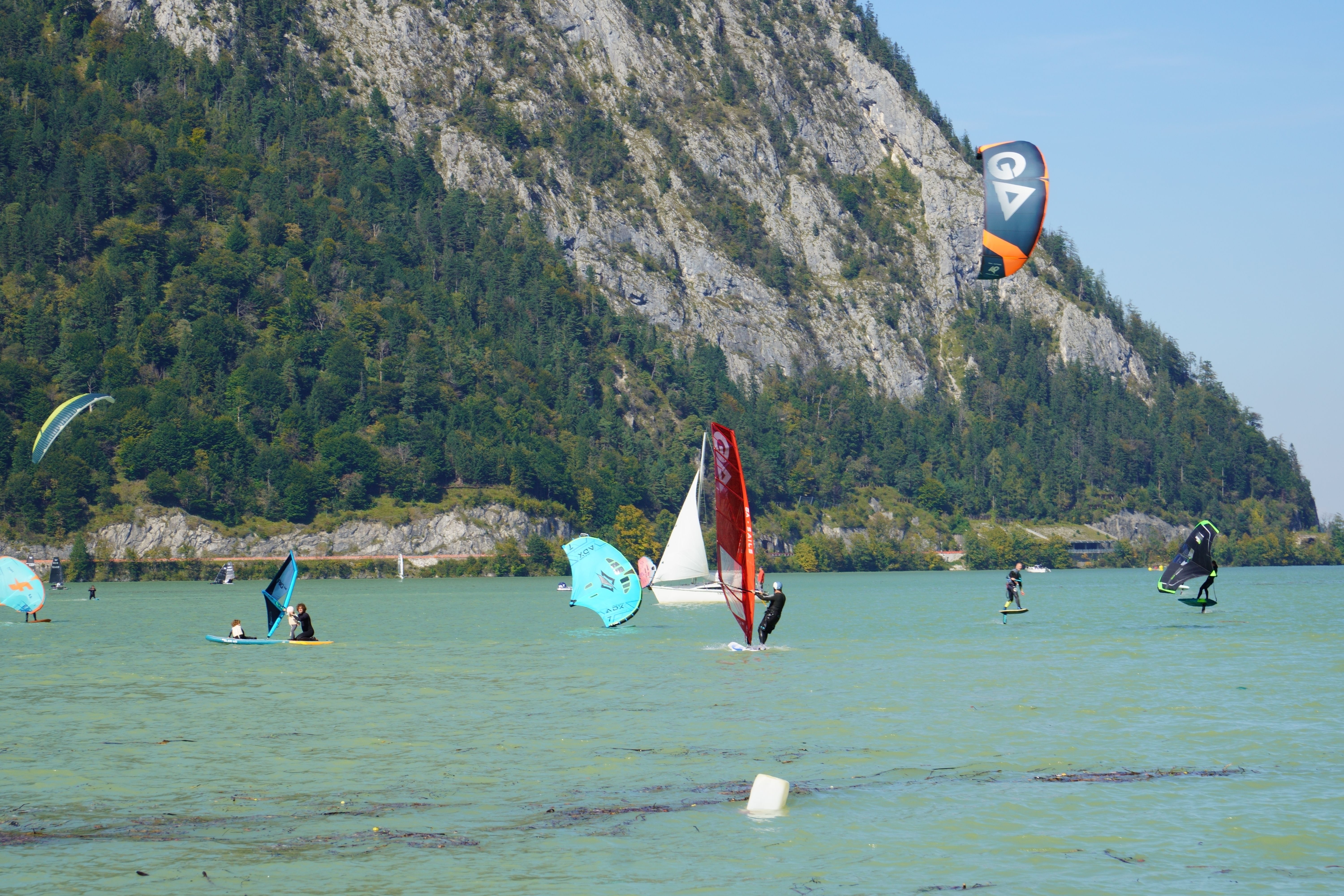
Reger Surfbetrieb in Rindbach

Am Traunsee gibt es mehrere Plätze zum Wind- und Kitesurfplatz. Insbesondere das Südufer, im Ebenseer Ortsteil Rindbach, wird häufig genutzt und es werden internationale Wettbewerbe veranstaltet. 2024 war Rindbach unter anderem Austragungsort der Segelregatta Moth European Championship und der Kitefoil World Series.

### Bergsport
Der Traunsee ist Ausgangspunkt mehrerer Wanderungen und Bergtouren. Insbesondere der Traunstein ist ein beliebtes Bergziel. Mit rund 20.000 Besuchern pro Jahr zählt der Traunstein zu den meistbestiegenen Berggipfeln im oberösterreichischen Salzkammergut. Einige Steige, wie der Miesweg oder der Daxnersteig verlaufen direkt oberhalb des Seespiegels durch die Steilwände am Ostufer.
Beim jährlich durchgeführte Traunseemarathon wird der Traunsee vollständig umrundet. Hierbei werden 4300 Höhenmeter und 63 Kilometer zurückgelegt. Der Streckenrekord beträgt 07:29:46.

## Namenskunde

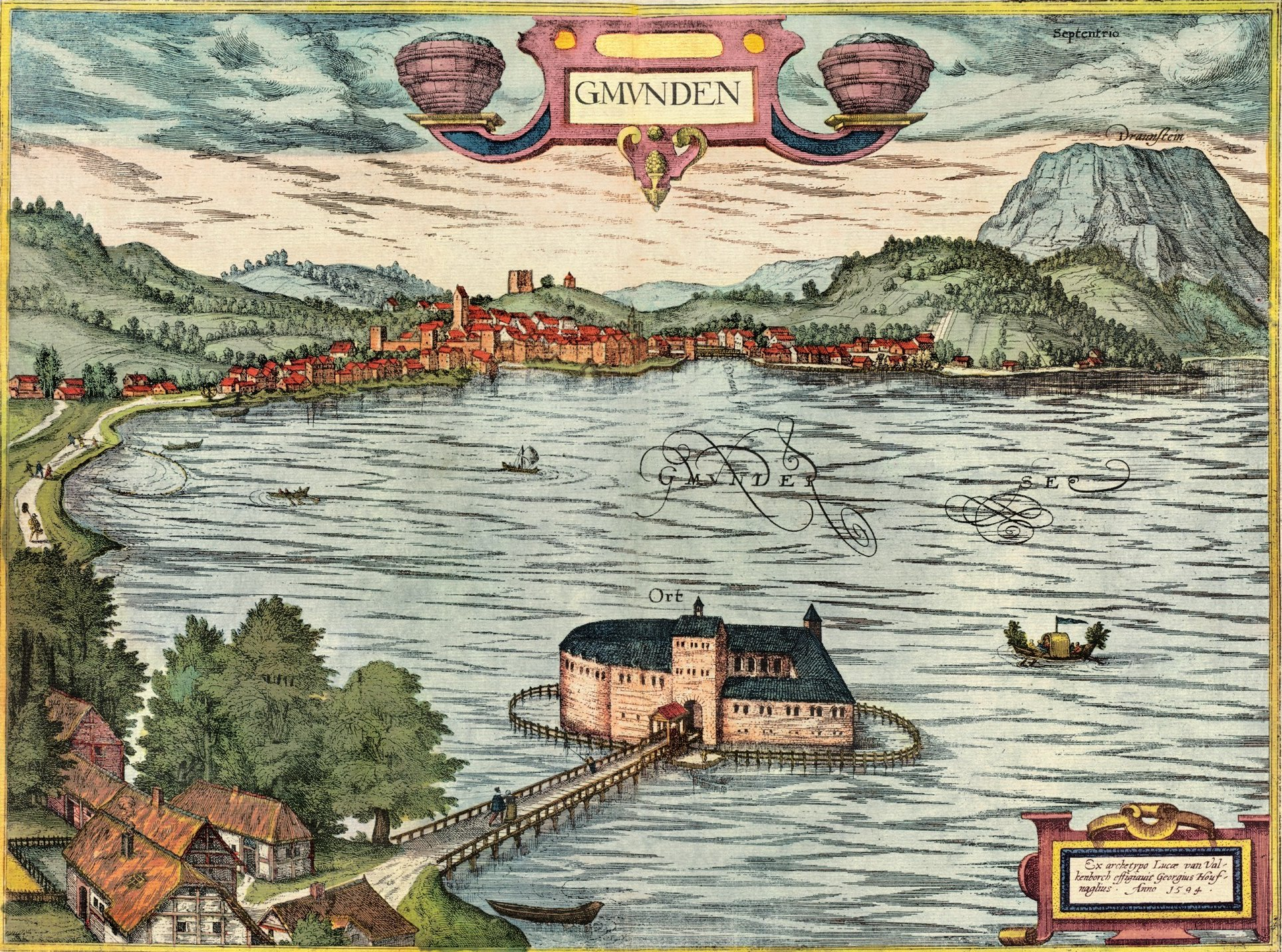
Stadtansicht Gmunden aus Civitates Orbis Terrarum. Band V (1598). Der Gmunder See mit Schloss Ort

Der Name des Traunsees zur Römerzeit ist nicht bekannt. Die Bezeichnung als Lacus felix („Glücklicher See“) geht auf den Humanisten Wolfgang Lazius (1514–1565) zurück, der den im Itinerarium Antonini erwähnten Ortsnamen Locus Felix (am Limes zwischen Lentia und Arelape gelegen) als Lacus Felix gelesen und auf den Traunsee bezogen hat. Diese Bezeichnung hat sich aber nicht einmal in lateinischen Texten durchgesetzt, wie Grässes Orbis latinus (Gemunda ad Traunum, Gemundanus lacus) zeigt. Als Lacus Veneris („See der Venus“) wird der See erstmals bei Joseph August Schultes (1771–1831) bezeichnet, ohne dass deutlich würde, woher er diesen Namen genommen hat. Auch die Ableitung vom römischen Legionsnamen Legio IIII Flavia Felix ist nicht schlüssig, denn diese Legion war nach heutigem Forschungsstand nie in der Gegend stationiert. Der volkssprachliche Name des Sees etablierte sich jedoch schon sehr früh und ist bereits 790 für das ganze Gebiet (in pago Drunense), 819 für den Fluss (Truna) und 909 für den See selbst belegt. In der Schenkungsurkunde vom 19. Februar 909 wird das Kloster Altmünster (abbaciam iuris nostri Trunseo dictam) von König Ludwig dem Kind dem Markgrafen der Ostmark Aribo und dem Salzburger Erzbischof Pilgrim I. übertragen. Der See- und der Flussname Traun leitet sich vom indogermanischen „dreu-/drü-“ (laufen, eilen) ab und nimmt damit Bezug auf die Fließgeschwindigkeit. 1545 benannte Wolfgang Lazius den See als Gmundner See. In einer kartographischen Darstellung aus Archiducatus Austriae Superioris Descriptio facta Anno 1667 erscheint wieder der Name Traunsee.

## Geschichte

### Frühgeschichte
Während am nahen Mondsee und Attersee erste Siedlungsspuren durch jungsteinzeitliche Pfahlbaureste belegt sind, fehlen diese Nachweise am Traunsee. Auch Belege für Siedlungstätigkeit am bzw. im See während der Kupfersteinzeit wurden nicht gefunden. Einzelne Artefakte belegen jedoch die Anwesenheit des Menschen während dieser Epochen. 1836 wurde am Siegesbach bei Traunkirchen ein bronzenes Lappenbeil in Form eines Dechsel gefunden. Ob dieses Werkzeug zum Herstellen von Einbäumen genutzt wurde, ist jedoch nicht gesichert. Ein erster gesicherter Nachweis einer Feuchtbodensiedlung erfolgte durch die Untersuchung von Sedimentbohrkernen, die 2020 vor Traunkirchen gewonnen wurden. Die enthaltene Kulturschicht wurde auf die Hallstattzeit datiert. Es wird vermutet, dass Traunkirchen ein wichtiger Umschlagplatz am Traunsee war. Beim Transport des Salzes von Hallstatt entlang der Traun und über den See mussten die steilen Ufer unterhalb des Großen und Kleinen Sonnsteins umschifft werden. Erst ab Traunkirchen war der Transport am Landweg wieder möglich.

### Salzhandel

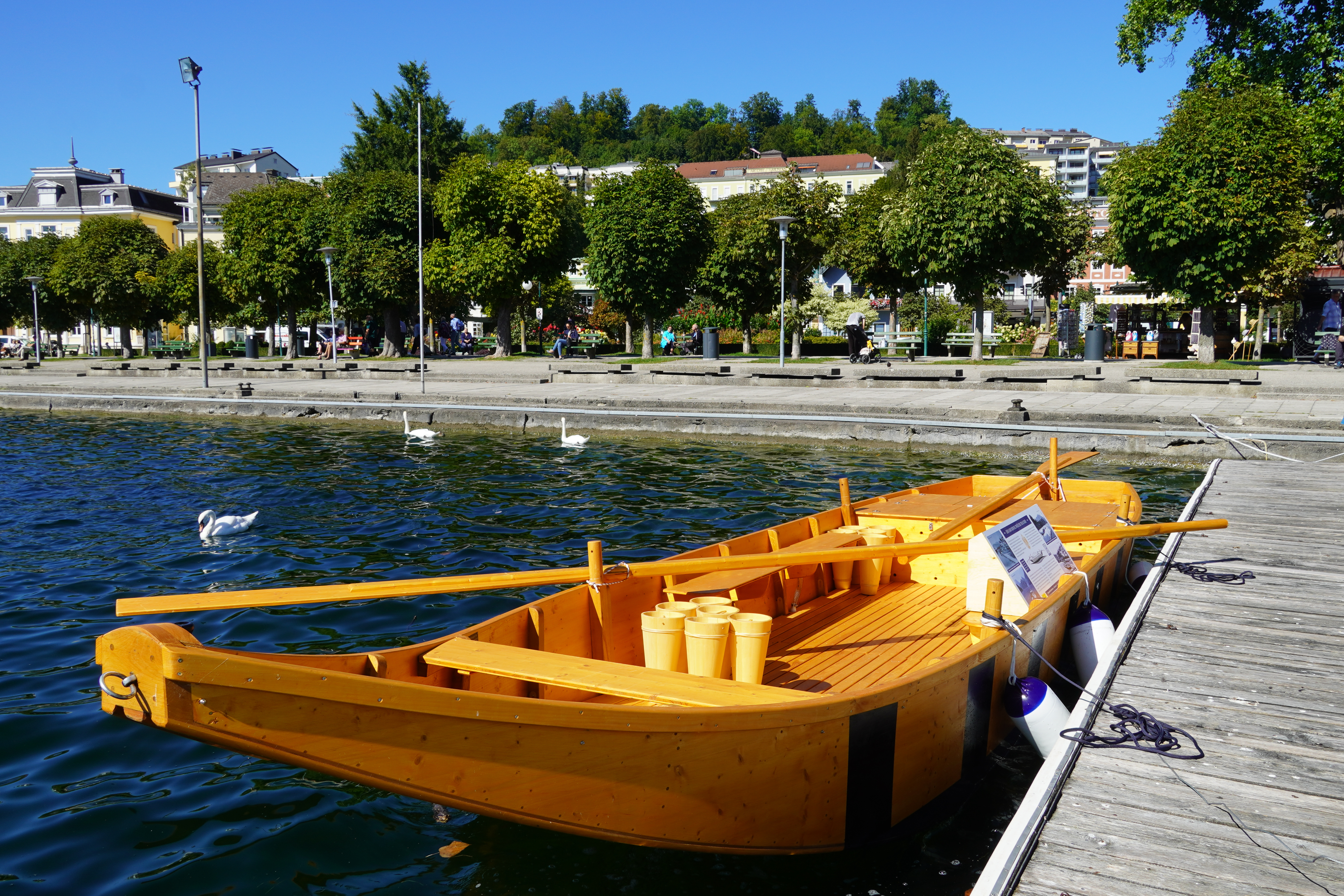
Nachbau eines Gmundner Zwölfer Trauner in Gmunden.

Für die Verfrachtung des Salzes von Hallstatt nach Gmunden spielten die Traun und der Traunsee eine zentrale Rolle. Kaiser Ferdinand I. begründete im Jahr 1527 das geschlossene Wirtschafts- und Verwaltungsgebiet Salzkammergut. Die Verwaltung von Berge, Salz, Holz, Wasser und der Bevölkerung erfolgte durch die kaiserlichen Hofkammer in Wien. Die Verwaltung vor Ort erfolgte durch das Salzamt in Gmunden. Der Transport des Salzes mittels großer Salzzillen von Ebensee nach Gmunden unterstand dem Kaiser. Neben den kaiserlichen Schiffsleuten gab es die sogenannten Seereiter. Diese waren an den Hängen des Grünbergs angesiedelt. Mit Hilfe von Pferden, deren Zeugstadl sich im Bereich des heutigen Seebahnhofs befand, zogen sie bei schlechtem Wetter oder Gegenwind die bis dahin geruderten oder gesegelten Schiffe vom Fuße des Traunsteins, bei der „Ansetz“, entlang des Traunsee-Ostufers zum Rathausplatz in Gmunden. Dort wurde die Ladung gelöscht oder auf andere Schiffstypen umgeladen. Ein häufig genutzter Typ war der Trauner, ein großes Lastschiff für den Schwertransport, der in der Umgebung von Gmunden gebaut wurde.

### Seeklause

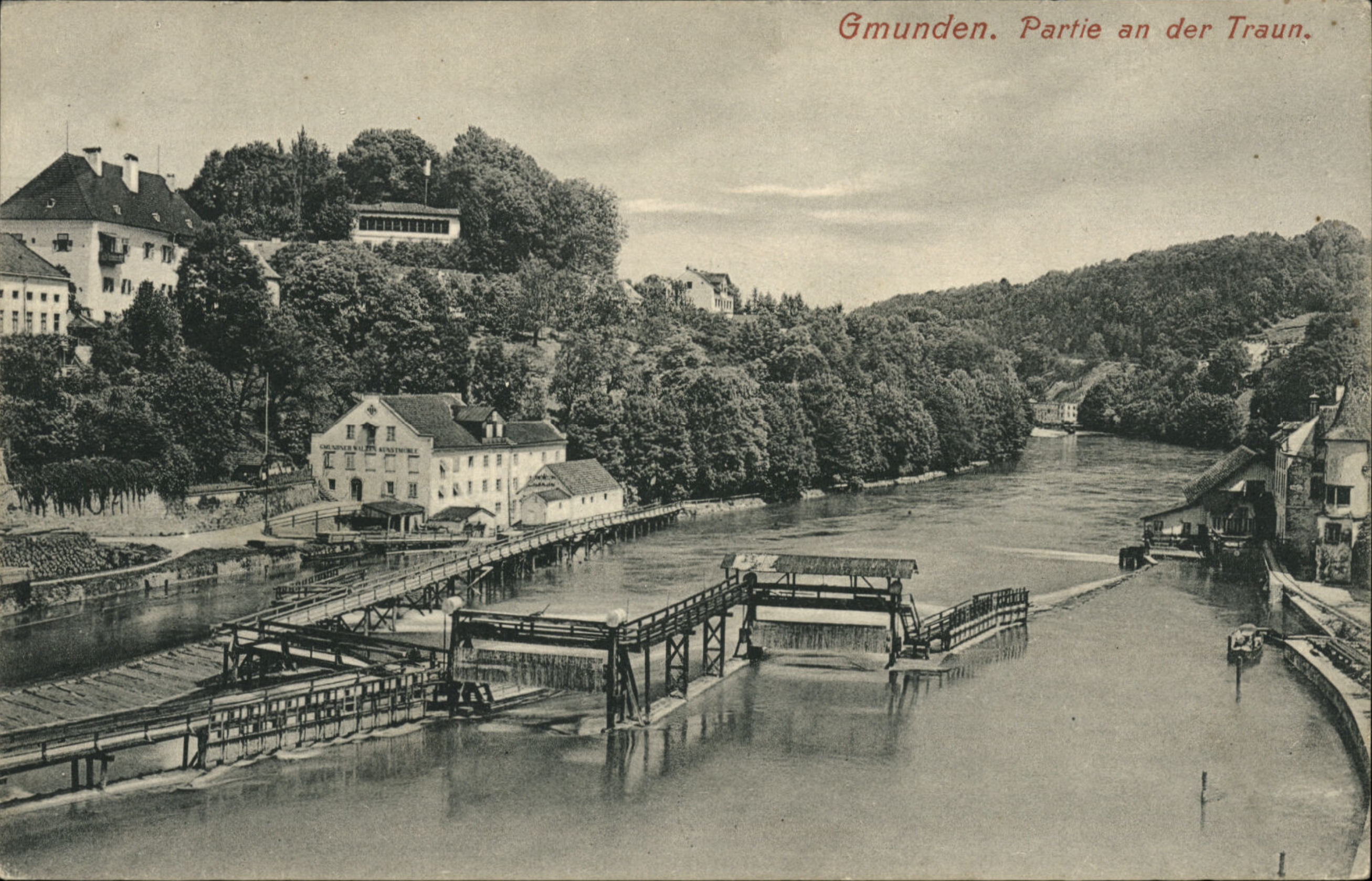
Seeklause in Gmunden, 1906

Wie an allen Seen des inneren Salzkammerguts war auch am Ausfluss des Traunsees eine Klause zur Holztrift vorhanden, da dort mit relativ geringen Mitteln sehr große Wassermengen gespeichert werden konnten. In Gmunden befand sich schon im 14. Jahrhundert mindestens ein Mühlwehr, das in der Traun Polster genannt wird. Später wurden zwei schiefe Polster eingebaut, die gegen den See zu eine offene Spitze bildeten. 1629 wurden zur besseren Wasserstandsregelung an dieser Spitze Hebtore errichtet, die in einem auf Pfählen stehenden Gebäude an der Traunbrücke untergebracht waren. Dieses erste Klaustor wurde auch Salztor genannt. Die laufend erweiterte Anlage hatte schließlich eine beträchtliche Ausdehnung, es gab 3 Haupttore, die überdacht waren und mit Seilen bzw. Ketten geöffnet werden konnten. Größere Umbauten gab es noch bis ins 19. Jahrhundert. Nach den Beschädigungen durch die Hochwässer 1897 und 1899 wurde die Traunbrücke oberhalb der Klause als Eisenkonstruktion neu gebaut (1904–1905). Nach dem Bau einer neuen Betonbrücke 1961/62 beziehungsweise nach dem Bau des Kraftwerks Gmunden ab 1967 wurden Klausen und Polster gänzlich beseitigt und die heutigen Uferverbauungen aus Stein und Beton errichtet. Heute erinnern nur noch einige Pfahlstümpfe an die ehemalige Gmundner Seeklause. Ihre Funktion hat das weiter flussabwärts liegende Kraftwerk übernommen, das auch der Grund für den Abbruch war.

### Unglücke

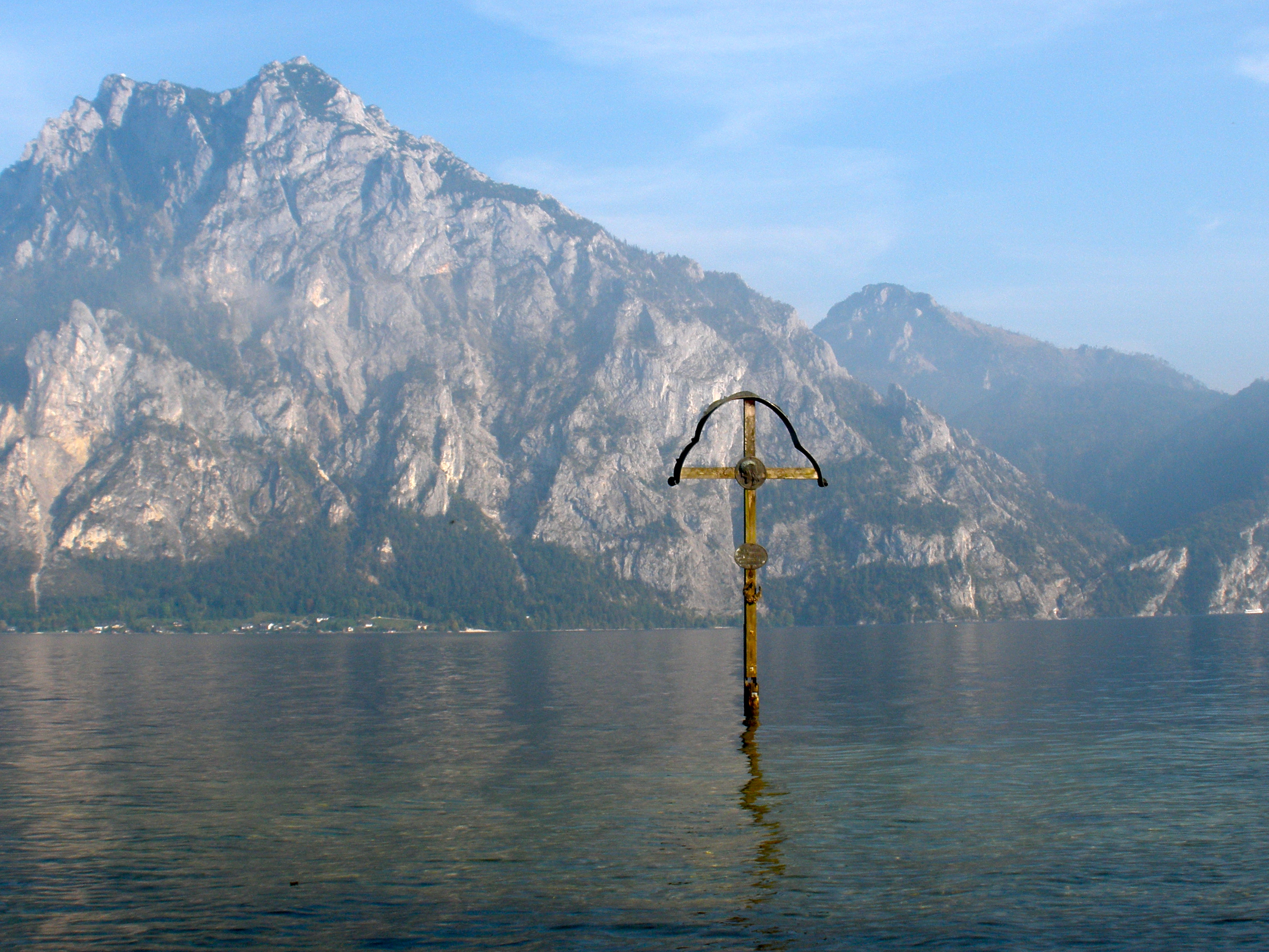
Ein Gedenkkreuz an der Unglücksstelle erinnert an das Schiffsunglück von 1910

Am 31. Juli 1910 ereignete sich bei der Überfahrt vom Gasthof Hoisn nach Traunkirchen aufgrund eines schweren Sturms ein Bootsunglück, bei dem 15 zumeist junge Menschen ertranken. Ihnen wurde im August 1911 im Ortsfriedhof von Traunkirchen ein Marmor-Gedenkstein über einem Massengrab hinter dem Chor der Pfarrkirche gesetzt.
Am 8. Mai 1945, dem letzten Tag des Krieges, stürzte eine P-47 Thunderbolt in den Traunsee. Es war das wohl letzte Flugzeug, das die US-Luftwaffe während des Zweiten Weltkriegs in Europa verlor. Die Maschine galt über 60 Jahre lang als verschollen, wurde erst 2005 wiedergefunden und 2006 aus einer Tiefe von etwa 70 m geborgen. Spiegel TV sendete darüber erstmals am 27. Januar 2006 eine Dokumentation mit dem Titel Das Geheimnis der P47 im Traunsee. Die Maschine mit dem Namen Dottie Mae wurde in Idaho in den Vereinigten Staaten einer umfassenden Restaurierung unterzogen und hob am 22. Juni 2017 das erste Mal nach der Restaurierung wieder ab.

## Der Traunsee in Kunst und Literatur

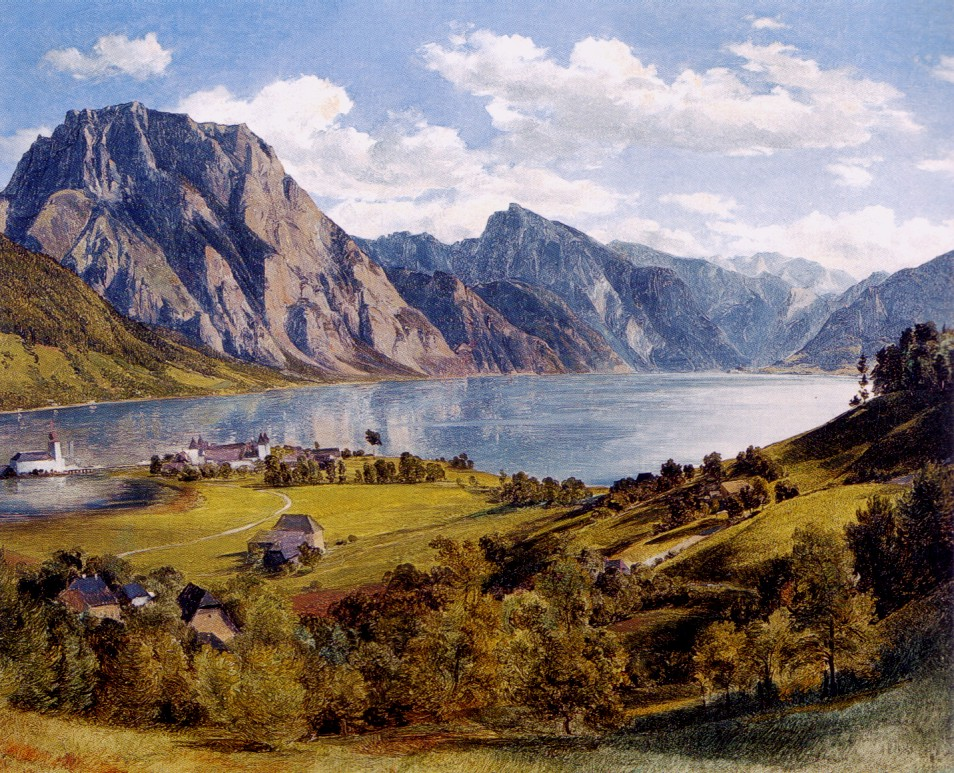
Ferdinand Georg Waldmüller: Traunsee mit Schloss Ort, 1835

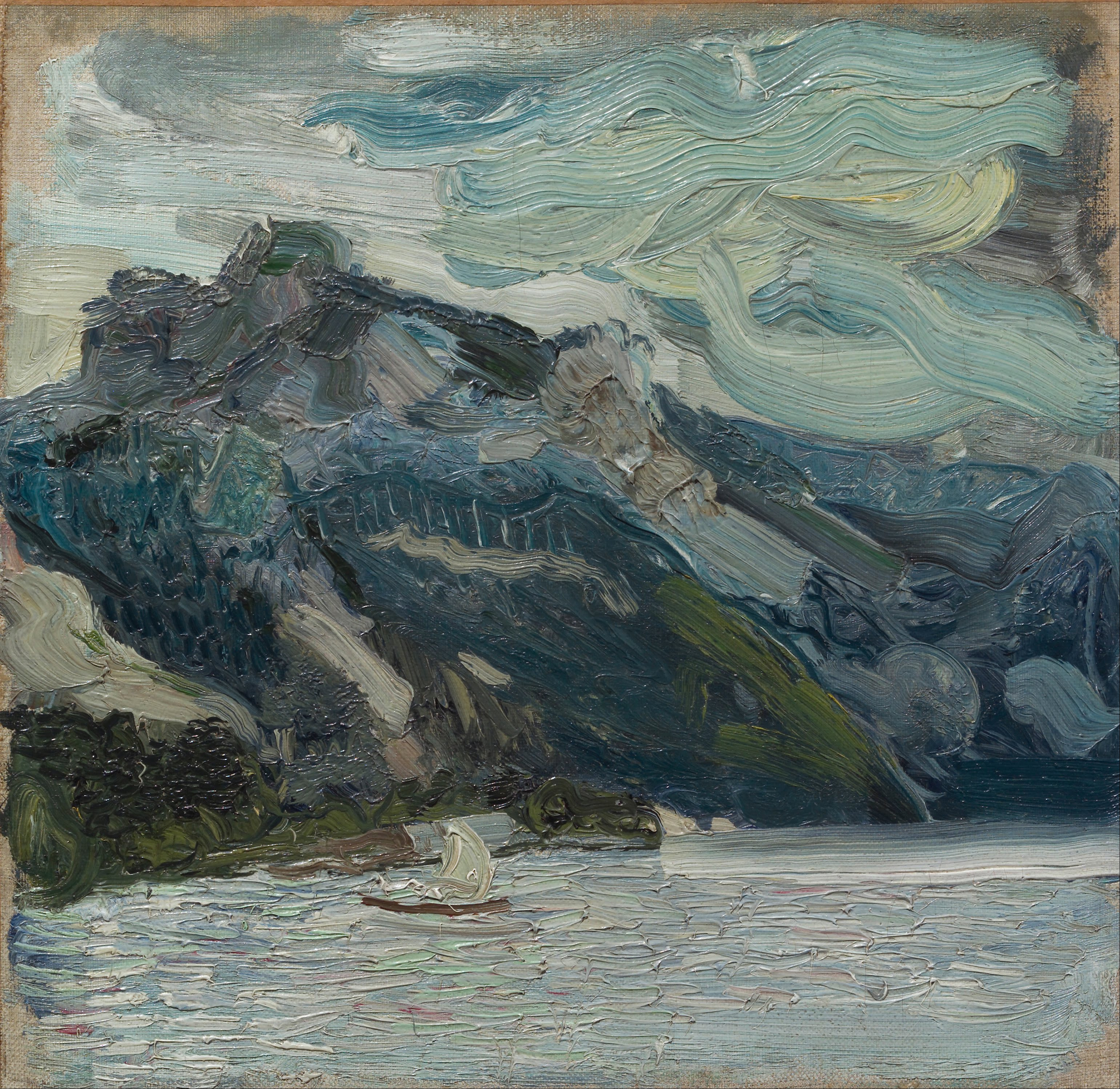
Richard Gerstl: Traunsee mit „Schlafender Griechin“, 1907

In der Biedermeierzeit kamen Landschaftsmaler in das Salzkammergut und an den Traunsee. Ferdinand Georg Waldmüller, Markus Pernhart und Carl Schweninger der Ältere schufen Werke, die den See und dessen Umgebung zeigen.
Der Wiener Maler Richard Gerstl schuf während eines Aufenthalts am Traunsees 1907 eine Anzahl kleinformatiger Landschaftsbilder, die er meist direkt vor Ort malte. Vieler dieser Bilder in expressiver Malweise entstanden vom Traunsee.
Die deutsch-österreichische Fernsehserie Schlosshotel Orth wurde zwischen 1996 und 2004 produziert. Namensgebende Außenkulisse ist das (real nicht als Hotel genutzte) Seeschloss Ort.